# Bibliothèque de la Pléiade

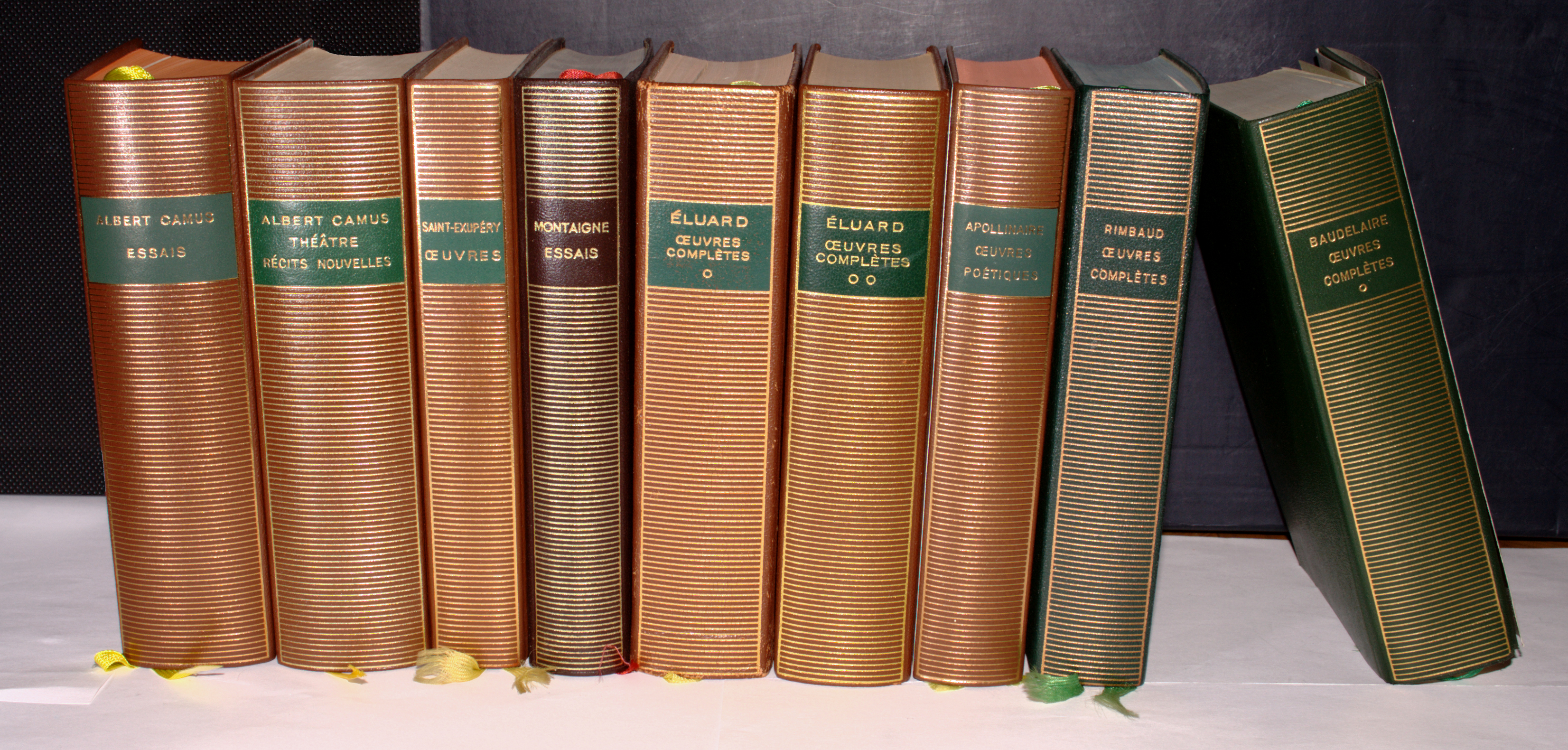
Alcuni volumi della Pléiade

La Bibliothèque de la Pléiade, edita dalla Gallimard, è la più prestigiosa collana editoriale francese e tra le più note al mondo.

## Storia e caratteristiche

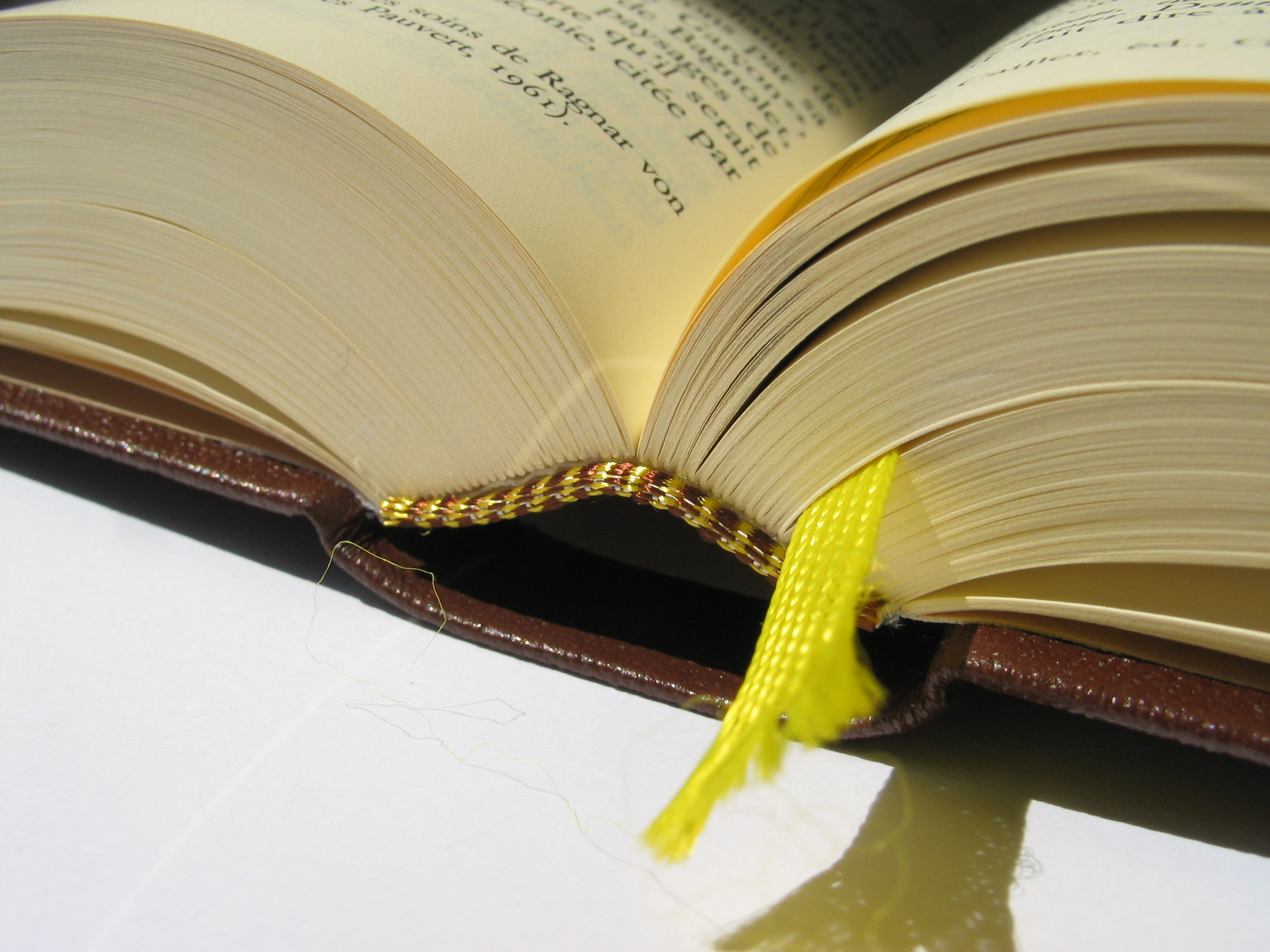
Particolare della rilegatura di un volume

Nata nel 1923 a Parigi, per opera dell'editore ebreo di origini russe Jacques Schiffrin, dopo che 
André Gide e Jean Schlumberger, fondatori della Nouvelle Revue française (NRF), si interessarono dell'attività di questo nuovo editore e riuscirono a convincere Gaston Gallimard ad acquistare la collana per la sua casa editrice, nel 1933. Jacques Schiffrin, che da solo non avrebbe potuto affrontarne l'impegno economico, ne rimase comunque direttore fino al 1940, quando, dopo aver ricevuto una lettera di licenziamento da parte di Gaston Gallimard, per sfuggire alle persecuzioni anti-ebraiche naziste emigrò negli Stati Uniti (qui il figlio André Schiffrin diventerà un importante editore a sua volta, dirigendo per molti anni la prestigiosa Pantheon Books di New York).
Dopo l'acquisizione, in breve la collana conquistò il favore dei bibliofili di tutto il mondo, presentando per lo più opere complete, con grande cura filologica, di autori classici o ritenuti degni di divenire a breve classici. Gli autori che sono entrati nella collana mentre ancora viventi sono: André Gide, André Malraux, Paul Claudel, Roger Martin du Gard, Henry de Montherlant, Saint-John Perse, Julien Green, Marguerite Yourcenar, René Char, Julien Gracq, Eugène Ionesco, Nathalie Sarraute, Claude Lévi-Strauss, Milan Kundera e Philippe Jaccottet.
La collezione della Pléiade si distingue anzitutto per l'eleganza della veste tipografica (carattere Garamond), il prestigio dei curatori, la qualità delle introduzioni e delle traduzioni, e l'abbondanza del commento e degli apparati critici.
I libri sono stampati su pregiata carta India (in francese, papier bible, leggerissima, che consente di contenere in volumi maneggevoli migliaia di pagine) presso la Normandie Roto Impression a Lonrai e rilegati, in pelle con impressioni in oro, da Babouot a Lagny, in Francia. In Italia la Pléiade è stata imitata dalla Arnoldo Mondadori Editore con la collana «I Meridiani», nata negli anni sessanta e tutt'oggi esistente.

## Direttori della collana
- Jacques Schiffrin (dal 1931 al 1940)
- Jean Paulhan (dal 1941 al 1946)
- Jean Ducourneau (dal 1959 al 1966)
- Pierre Buge (dal 1966 al 1987)
- Jacques Cotin (da 1988 al 1996)
- Hugues Pradier (dal 1996)

## La Pléiade italiana
Nel 1992, dall'operazione congiunta delle case editrici Einaudi e Gallimard, nasce in Italia la Biblioteca della Pléiade, del tutto simile, e nell'aspetto e nel corredo filologico-critico, alla collana francese.

## Libri in ordine numerale
- 1. Baudelaire, Œuvres complètes, I (a cura di Yves-Gérard Le Dantec, 1931, 1951; a cura di Claude Pichois, 1975; a cura di André Guyaux e Andrea Schellino, prefazione di Antoine Compagnon, 2024)
- 2. Poe, Œuvres en prose (a cura di Yves-Gérard Le Dantec, 1932; n. ed. 2024)
- 3. Voltaire, Romans et contes (a cura di René Groos, 1932; a cura di Frédéric Deloffre con la collaborazione di Jacqueline Hellegouarc'h e Jacques Van den Heuvel, 1979)
- 4. Stendhal, Romans, I (a cura di Henri Martineau, 1932); Romans et nouvelles, I (a cura di Henri Martineau, 1947); Œuvres romanesques complètes, I (a cura di Yves Ansel e Philippe Berthier, 2005)
- 5. Racine, Œuvres complètes, I: Théâtre - Poésie (a cura di Raymond Picard con la collaborazione di René Groos e Edmond Pilon, 1931; a cura di Georges Forestier, 1999)
- 6. Laclos, Les Liaisons dangereuses (a cura di Maurice Allem, 1932); Œuvres complètes (a cura di Maurice Allem, 1944; a cura di Laurent Versini, 1979); Les Liaisons dangereuses, a cura di Catriona Seth, 2011)
- 7. Baudelaire, Œuvres complètes, II (a cura di Yves-Gérard Le Dantec, 1932; a cura di Claude Pichois, 1976; a cura di André Guyaux e Andrea Schellino, prefazione di Antoine Compagnon, 2024)
- 8. Molière, Œuvres complètes, I (a cura di Maurice Rat, 1932; a cura di Georges Couton, 1972; a cura di Georges Forestier con la collaborazione di David Chataignier, Gabriel Conesa, Bénédicte Louvat-Molozay, Lise Michel, Claude Bourqui, Edric Caldicott, Alain Riffaud e Anne Piéjus, 2010)
- 9. Molière, Œuvres complètes, II (a cura di Maurice Rat, 1932; a cura di Georges Couton, 1972; a cura di Georges Forestier con la collaborazione di David Chataignier, Gabriel Conesa, Jacqueline Lichtenstein, Bénédicte Louvat-Molozay, Lise Michel, Laura Naudeix, Claude Bourqui, Edric Caldicott, Alain Riffaud e Anne Piéjus, 2010)
- 10. La Fontaine, Œuvres complètes, I: Fables. Contes et nouvelles (a cura di René Groos e Jacques Schiffrin, 1933; a cura di Jean-Pierre Collinet, 1991)
- 11. Rousseau, Les Confessions suivi de Les Rêveries du Promeneur solitaire (a cura di Louis Martin-Chauffier, 1933); Œuvres complètes, I: Les Confessions. Autres textes autobiographiques (a cura di Bernard Gagnebin e Marcel Raymond con la collaborazione di Robert Osmont, 1959)
- 12. Musset, Poésies complètes (a cura di Maurice Allem, 1933)
- 13. Stendhal, Romans, II (a cura di Henri Martineau, 1933); Romans et nouvelles, II (a cura di Henri Martineau, 1948); Œuvres romanesques complètes, II (a cura di Yves Ansel, Philippe Berthier e Xavier Bourdenet, 2007)
- 14. Montaigne, Les Essais (a cura di Albert Thibaudet, 1934); Œuvres complètes (a cura di Maurice Rat e Albert Thibaudet, 1963); Les Essais. Suivi de Vingt neuf sonnetz d'Estienne de La Boëtie, de Notes de lecture et de Sentences peintes (a cura di Jean Balsamo, Catherine Magnien-Simonin, Michel Magnien e Alain Legros, 2007)
- 15. Rabelais, Œuvres complètes (a cura di Jacques Boulenger, 1934; a cura di Jacques Boulenger e Lucien Scheler, 1955; a cura di Mireille Huchon con la collaborazione di François Moreau, 1994)
- 16. Stendhal, Romans, III (a cura di Henri Martineau, 1934); Œuvres romanesques complètes, III (a cura di Yves Ansel, Philippe Berthier, Xavier Bourdenet e Serge Linkès, 2014)
- 17. Musset, Théâtre complet (a cura di Maurice Allem, 1934; a cura di Simon Jeune, 1990)
- 18. Cervantès, Don Quichotte. Nouvelles exemplaires (a cura di Jean Cassou, 1934); Œuvres romanesques complètes, I: Don Quichotte de la Manche précédé de La Galatée (a cura di Jean Canavaggio con la collaborazione di Claude Allaigre e Michel Moner, 2001)
- 19. Corneille, Théâtre complet, I (a cura di Pierre Lièvre, 1934; a cura di Pierre Lièvre e Roger Caillois, 1950); Œuvres complètes, I (a cura di Georges Couton, 1980)
- 20. Corneille, Théâtre complet, II (a cura di Pierre Lièvre, 1934; a cura di Pierre Lièvre e Roger Caillois, 1950); Œuvres complètes, II (a cura di Georges Couton, 1984)
- 21. Mérimée, Romans et nouvelles (a cura di Henri Martineau, 1934); Théâtre de Clara Gazul. Romans et nouvelles (a cura di Jean Mallion e Pierre Salomon, 1979)
- 22. Beaumarchais, Théâtre complet. Parades. Lettres (a cura di Maurice Allem e Paul-Courant, 1934); Œuvres (a cura di Pierre Larthomas con la collaborazione di Jacqueline Larthomas, 1988)
- 23. La Bruyère, Œuvres complètes (a cura di Julien Benda, 1935)
- 24. La Rochefoucauld, Œuvres complètes (a cura di Louis Martin-Chauffier, 1935)
- 25. Diderot, Œuvres (a cura di André Billy, 1946); Contes et romans (a cura di Michel Delon con la collaborazione di Jean-Christophe Abramovici, Henri Lafon e Stéphane Pujol, 2004)
- 26. Balzac, La Comédie humaine, I (a cura di Marcel Bouteron, 1935; a cura di Pierre-Georges Castex con la collaborazione di Pierre Barbéris, Madeleine Fargeaud, Anne-Marie Meininger, Roger Pierrot, Maurice Regard e Jean-Louis Tritter, 1976)
- 27. Balzac, La Comédie humaine, II (a cura di Marcel Bouteron, 1935; a cura di Pierre-Georges Castex con la collaborazione di Pierre Citron, Madeleine Fargeaud, Bernard Gagnebin, Jeannine Guichardet, René Guise, Anne-Marie Meininger, Nicole Mozet, Roger Pierrot e Guy Sagnes, 1976)
- 28. Las Cases, Le Mémorial de Sainte-Hélène, I: Préface et Chapitres I-VIII (a cura di Gérard Walter, 1935)
- 29. Las Cases, Le Mémorial de Sainte-Hélène, II: Chapitres IX-XIV et Testament (a cura di Gérard Walter, 1935)
- 30. Balzac, La Comédie humaine, III (a cura di Marcel Bouteron, 1935; a cura di Pierre-Georges Castex con la collaborazione di Pierre Barbéris, Madeleine Fargeaud, Rose Fortassier, Henri Gauthier, Nicole Mozet e Guy Sagnes, 1976)
- 31. Balzac, La Comédie humaine, IV (a cura di Marcel Bouteron, 1936; a cura di Pierre-Georges Castex con la collaborazione di Pierre Barbéris, René Guise, Anne-Marie Meininger, Nicole Mozet e Jean-Louis Tritter, 1976)
- 32. Balzac, La Comédie humaine, V (a cura di Marcel Bouteron, 1936; a cura di Pierre-Georges Castex con la collaborazione di Roland Chollet e Rose Fortassier, 1977)
- 33. Bossuet, Œuvres (a cura di Yvonne Champailler e Bernard Velat, 1936)
- 34. Pascal, Œuvres complètes, I (a cura di Jacques Chevalier, 1936; a cura di Michel Le Guern, 1998)
- 35. Balzac, La Comédie humaine, VI (a cura di Marcel Bouteron, 1936; a cura di Pierre-Georges Castex con la collaborazione di Pierre Citron, René Guise, André Lorant e Anne-Marie Meininger, 1977)
- 36. Flaubert, Œuvres complètes, I (a cura di René Dumesnil e Albert Thibaudet, 1936), II: 1845-1851 (a cura di Claudine Gothot-Mersch con la collaborazione di Stéphanie Dord-Crouslé, Yvan Leclerc, Guy Sagnes e Gisèle Séginger, 2013)
- 37. Flaubert, Œuvres complètes, II (a cura di René Dumesnil et Albert Thibaudet, 1936), III: 1851-1862 (a cura di Claudine Gothot-Mersch con la collaborazione di Jeanne Bem, Yvan Leclerc, Guy Sagnes e Gisèle Séginger, 2013)
- 38. Balzac, La Comédie humaine, VII (a cura di Marcel Bouteron, 1936; a cura di Pierre-Georges Castex con la collaborazione di Patrick Berthier, André Lorant e Anne-Marie Meininger, 1977)
- 39. Balzac, La Comédie humaine, VIII (a cura di Marcel Bouteron, 1937; a cura di Pierre-Georges Castex con la collaborazione di Suzanne Bérard, Patrick Berthier, Lucienne Frappier-Mazur, Jeannine Guichardet, Anne-Marie Meininger e Colin Smethurst, 1978)
- 40. Descartes, Œuvres et lettres (a cura di André Bridoux, 1937); Œuvres, I (a cura di Denis Kambouchner, 2024)
- 41. Balzac, La Comédie humaine, IX (a cura di Marcel Bouteron, 1937; a cura di Pierre-Georges Castex con la collaborazione di Thierry Bodin, Jean-Hervé Donnard, Rose Fortassier e André Lorant, 1978)
- 42. Balzac, La Comédie humaine, X (a cura di Marcel Bouteron, 1937; a cura di Pierre-Georges Castex con la collaborazione di Thierry Bodin, Pierre Citron, Madeleine Fargeaud, Henri Gauthier, René Guise e Moïse Le Yaouanc, 1979)
- 43. Plutarque, Les Vies des hommes illustres, I (a cura di Gérard Walter, 1937)
- 44. Plutarque, Les Vies des hommes illustres, II (a cura di Gérard Walter, 1937)
- 45. Ronsard, Œuvres complètes, I (a cura di Gustave Cohen, 1938; a cura di Jean Céard, Daniel Ménager e Michel Simonin, 1993)
- 46. Ronsard, Œuvres complètes, II (a cura di Gustave Cohen, 1938; a cura di Jean Céard, Daniel Ménager e Michel Simonin, 1994)
- 47. Verlaine, Œuvres poétiques complètes (a cura di Yves-Gérard Le Dantec con la collaborazione di Jacques Borel, 1938)
- 48. Historiens et chroniqueurs du Moyen Âge (a cura di Albert Pauphilet con la collaborazione di Edmond Pognon, 1952)[3]
- 49. Musset, Œuvres complètes en prose (a cura di Maurice Allem e Paul-Courant, 1938)
- 50. Shakespeare, Théâtre complet (prefazione di André Gide, 1938); Œuvres complètes, I: Tragédies, I (a cura di Henri Fluchère, 1959; a cura di Jean-Michel Déprats con la collaborazione di Gisèle Venet, prefazione di Anne Barton, 2002)
- 51. Shakespeare, Poèmes (a cura di Henri Fluchère, 1959); Œuvres complètes, II: Tragédies, II (a cura di Jean-Michel Déprats con la collaborazione di Gisèle Venet, 2002)
- 52. Poètes et romanciers du Moyen Âge (a cura di Albert Pauphilet con la collaborazione di Régine Pernoud e Albert-Marie Schmidt, 1952)
- 53. Cardinal de Retz, Œuvres (a cura di Marie-Thérèse Hipp e Michel Pernot, 1984)
- 54. Gide, Journal (1889-1939) (1939); Journal, I: 1887-1925 (a cura di Éric Marty, 1996)
- 55. Michelet, Histoire de la Révolution française, I: Livres I-VIII: aprile 1789-novembre 1792 (a cura di Gérard Walter, 1939; a cura di Paule Petitier, 2019)
- 56. Michelet, Histoire de la Révolution française, II: Livres IX-XXI: ottobre 1792-luglio 1794 (a cura di Gérard Walter, 1939; a cura di Paule Petitier, 2019)
- 57. Chénier, Œuvres complètes (a cura di Gérard Walter, 1940)
- 58. Platon, Œuvres complètes, I (a cura di Léon Robin con la collaborazione di Joseph Moreau, 1940)
- 59. Courier, Œuvres complètes (a cura di Maurice Allem, 1941)
- 60. Péguy, Œuvres poétiques complètes (a cura di Marcel Péguy con la collaborazione di Pierre Péguy e Julie Sabiani, 1941); Œuvres poétiques et dramatiques (a cura di Claire Daudin con la collaborazione di Pauline Bruley, Jérôme Roger e Romain Vaissermann, 2014)
- 61. Jeux et sapience du Moyen Âge (a cura di Albert Pauphilet, 1943)
- 62. La Fontaine, Œuvres complètes, II: Œuvres diverses (a cura di Pierre Clarac, 1943)
- 63. Goethe, Théâtre complet (prefazione di André Gide, 1942; a cura di Pierre Grappin con la collaborazione di Éveline Henkel, 1988)
- 64. Platon, Œuvres complètes, II (a cura di Léon Robin con la collaborazione di Joseph Moreau, 1943)
- 65. Mallarmé, Œuvres complètes, I (a cura di Georges Jean-Aubry e Henri Mondor, 1945; a cura di Bertrand Marchal, 1998)
- 66. Tolstoï, La Guerre et la Paix (a cura di Pierre Pascal, 1945)
- 67. Chateaubriand, Mémoires d'outre-tombe, I: Livres I-XXIV (a cura di Maurice Levaillant e Georges Moulinier, 1947, 2015)
- 68. Rimbaud, Œuvres complètes (a cura di Jules Mouquet e A. Rolland de Renéville, 1946; a cura di Antoine Adam, 1972; a cura di André Guyaux con la collaborazione di Aurélia Cervoni, 2009, 2023)
- 69. Saint-Simon, Mémoires, I: 1691-1701 (a cura di Gonzague Truc, 1947); Mémoires suivi de Additions au Journal de Dangeau, I (a cura di Yves Coirault, 1983)
- 70. Malraux, Romans (1947); Œuvres complètes, I (a cura di Pierre Brunel con la collaborazione di Michel Autrand, Daniel Durosay, Jean-Michel Glicksohn, Robert Jouanny, Walter G. Langlois e François Trécourt, 1989)
- 71. Chateaubriand, Mémoires d'outre-tombe, II: Livres XXV-XLIV, Supplément et Appendice (a cura di Maurice Levaillant e Georges Moulinier, 1950, 2015)
- 72. Claudel, Théâtre, I (a cura di Jacques Madaule e Jacques Petit, 1948; a cura di Didier Alexandre e Michel Autrand con la collaborazione di Pascale Alexandre-Bergues, Jacques Houriez e Michel Lioure, 2011)
- 73. Claudel, Théâtre, II (a cura di Jacques Madaule e Jacques Petit, 1948; a cura di Didier Alexandre e Michel Autrand con la collaborazione di Pascale Alexandre-Bergues, Shinobu Chujo, Jacques Houriez, Pascal Lécroart, Michel Lioure, Catherine Mayaux e Hélène de Saint Aubert, 2011)
- 74. Vigny, Œuvres complètes, I: Poésie. Théâtre (a cura di Fernand Baldensperger, 1948; a cura di François Germain e André Jarry, 1986)
- 75. Anthologie de la poésie française (a cura di André Gide, 1949)
- 76. Vigny, Œuvres complètes, II: Prose (a cura di Fernand Baldensperger, 1949; a cura di Alphonse Bouvet, 1993)
- 77. Saint-Simon, Mémoires, II: 1702-1708 (a cura di Gonzague Truc, 1949); Mémoires suivi de Additions au Journal de Dangeau, II (a cura di Yves Coirault, 1983)
- 78. Marivaux, Romans. Récits, contes et nouvelles (a cura di Marcel Arland, 1949)
- 79. Marivaux, Théâtre complet (a cura di Marcel Arland, 1950), I (a cura di Henri Coulet e Michel Gilot, 1993)
- 80. Sainte-Beuve, Œuvres, I (a cura di Maxime Leroy, 1950)
- 81. Montesquieu, Œuvres complètes, I (a cura di Roger Caillois, 1949)
- 82. Hugo, La Légende des siècles. La Fin de Satan. Dieu (a cura di Jacques Truchet, 1950)
- 83. Dostoïevski, Crime et Châtiment (a cura di Pierre Pascal, 1950)
- 84. Saint-Simon, Mémoires, III: 1709-1712 (a cura di Gonzague Truc, 1951); Mémoires suivi de Additions au Journal de Dangeau, III (a cura di Yves Coirault, 1984)
- 85. Hugo, Les Misérables (a cura di Maurice Allem, 1951; a cura di Henri Scepi con la collaborazione di Dominique Moncond'huy, 2018)
- 86. Montesquieu, Œuvres complètes, II (a cura di Roger Caillois, 1951)
- 87. Tolstoï, Anna Karénine. Résurrection (introduzione di Pierre Pascal, 1951)
- 88. Sainte-Beuve, Œuvres, II (a cura di Maxime Leroy, 1951)
- 89. Nerval, Œuvres, I (a cura di Albert Béguin e Jean Richer, 1952); Œuvres complètes, I (a cura di Jean Guillaume e Claude Pichois con la collaborazione di Christine Bomboir, Jacques Bony, Michel Brix, Jean Céard, Pierre Enckell, Antonia Fonyi, Lieven d'Hulst, Jean-Luc Steinmetz e Jean Ziegler, 1989)
- 90. Racine, Œuvres complètes, II (a cura di Raymond Picard, 1952)
- 91. Dostoïevski, Les Frères Karamazov (a cura di Pierre Pascal, 1952)
- 92. Machiavel, Œuvres complètes (a cura di Edmond Barincou, introduzione di Jean Giono, 1952)
- 93. Sainte-Beuve, Port-Royal, I (a cura di Maxime Leroy, 1953)
- 94. Dostoïevski, L'Idiot (a cura di Pierre Pascal, 1953)
- 95. Saint-Simon, Mémoires, IV: 1712 (suite)-1715 (a cura di Gonzague Truc, 1953); Mémoires suivi de Additions au Journal de Dangeau, IV (a cura di Yves Coirault, 1985)
- 96. Poètes du XVIe siècle (a cura di Albert-Marie Schmidt, 1953)
- 97. Sévigné, Lettres, I: 1644-1675 (a cura di Gérard-Gailly, 1953); Correspondance, I: marzo 1646-luglio 1675 (a cura di Roger Duchêne con la collaborazione di Jacqueline Duchêne, 1973)
- 98. Saint-Exupéry, Œuvres (prefazione di Roger Caillois, 1953); Œuvres complètes, I (a cura di Michel Autrand e Michel Quesnel con la collaborazione di Frédéric d'Agay, Paule Bounin e Françoise Gerbod, 1994)
- 99. Sainte-Beuve, Port-Royal, II (a cura di Maxime Leroy, 1954)
- 100. Proust, À la recherche du temps perdu, I (a cura di Pierre Clarac e André Ferré, prefazione di André Maurois, 1954; a cura di Jean-Yves Tadié con la collaborazione di Florence Callu, Francine Goujon, Eugène Nicole, Pierre-Louis Rey, Brian Rogers e Jo Yoshida, 1987)
- 101. Proust, À la recherche du temps perdu, II (a cura di Pierre Clarac e André Ferré, 1954; a cura di Jean-Yves Tadié con la collaborazione di Dharntipaya Kaotipaya, Thierry Laget, Pierre-Louis Rey e Brian Rogers, 1988)
- 102. Proust, À la recherche du temps perdu, III (a cura di Pierre Clarac e André Ferré, 1954; a cura di Jean-Yves Tadié con la collaborazione di Antoine Compagnon e Pierre-Edmond Robert, 1988)
- 103. Goethe, Romans (introduzione di Bernard Groethuysen, 1954)
- 104. Gide, Journal (1939-1949). Souvenirs (1954); Journal, II: 1926-1950 (a cura di Martine Sagaert, 1997)
- 105. Dickens, Souvenirs intimes de David Copperfield. De grandes espérances (traduzione di Lucien Guitard, Pierre Leyris, André Parreaux e Madeleine Rossel, 1954)
- 106. Montherlant, Théâtre (prefazione di Jacques de Laprade, 1955; prefazione di Philippe de Saint Robert, 1972)
- 107. Sainte-Beuve, Port-Royal, III (a cura di Maxime Leroy, 1955)
- 108. Spinoza, Œuvres complètes (traduzione di Roland Caillois, Madeleine Francès e Robert Misrahi, 1955; a cura di Bernard Pautrat, 2022)
- 109. Stendhal, Œuvres intimes, I: 1801-1817 (a cura di Henri Martineau, 1955; a cura di Victor Del Litto, 1981)
- 110. Saint-Simon, Mémoires, V: 1715 (suite)-1718 (a cura di Gonzague Truc, 1955); Mémoires suivi de Additions au Journal de Dangeau, V (a cura di Yves Coirault, 1985)
- 111. Dostoïevski, Les Démons. Les Pauvres gens (a cura di Pierre Pascal, 1955)
- 112. Sévigné, Lettres, II: 1676-1684 (a cura di Gérard-Gailly, 1955); Correspondance, II: luglio 1675-settembre 1680 (a cura di Roger Duchêne con la collaborazione di Jacqueline Duchêne, 1974)
- 113. Martin du Gard, Œuvres complètes, I (prefazione di Albert Camus, 1955)
- 114. Martin du Gard, Œuvres complètes, II (prefazione di Albert Camus, 1955)
- 115. Homère, Iliade. Odyssée (a cura di Jean Bérard e Robert Flacelière, 1955)
- 116. Alain, Propos, I: 1906-1936 (a cura di Maurice Savin, 1956)
- 117. Nerval, Œuvres, II (a cura di Albert Béguin e Jean Richer, 1956); Œuvres complètes, II (a cura di Jean Guillaume e Claude Pichois con la collaborazione di Jacques Bony, Michel Brix, Antonia Fonyi, Max Milner e Jean Ziegler, 1984)
- 118. Dickens, Dossier de la maison Dombey et fils. Temps difficiles (a cura di Pierre Leyris, 1956)
- 119. Dostoïevski, L'Adolescent (a cura di Pierre Pascal, 1956)
- 120. La Bible. L'Ancien Testament, I (a cura di Édouard Dhorme, 1956)
- 121. Apollinaire, Œuvres poétiques complètes (a cura di Marcel Adéma e Michel Décaudin, 1956)
- 122. Péguy, Œuvres en prose (1909-1914) (a cura di Marcel Péguy, 1957), Œuvres en prose complètes, I: Période antérieure aux «Cahiers de la Quinzaine» (1897-1899). Période des six premières séries des «Cahiers de la Quinzaine» (1900-1905) (a cura di Robert Burac, 1987)
- 123. Constant, Œuvres (a cura di Alfred Roulin, 1957)
- 124. Sévigné, Lettres, III: 1684 (suite)-1696 (a cura di Gérard-Gailly, 1957); Correspondance, III: settembre 1680-aprile 1696 (1957, a cura di Roger Duchêne con la collaborazione di Jacqueline Duchêne, 1978)
- 125. Claudel, Œuvre poétique (a cura di Jacques Petit, 1957)
- 126. Larbaud, Œuvres (a cura di Georges Jean-Aubry e Robert Mallet, 1957)
- 127. Valéry, Œuvres, I (a cura di Jean Hytier, 1957)
- 128. Voltaire, Œuvres historiques (a cura di René Pomeau, 1958)
- 129. Alain, Les Arts et les dieux (a cura di Georges Bénézé, 1958)
- 130. Saint-Simon, Mémoires, VI: 1718 (suite)-1721 (a cura di Gonzague Truc, 1958); Mémoires suivi de Additions au Journal de Dangeau, VI (a cura di Yves Coirault, 1986)
- 131. Romanciers du XVIIe siècle (a cura di Antoine Adam, 1958)[4]
- 132. Casanova, Mémoires, I: 1725-1756 (a cura di Robert Abirached con la collaborazione di Elio Zorzi, 1958); Histoire de ma vie, I (a cura di Gérard Lahouati e Marie-Françoise Luna con la collaborazione di Furio Luccichenti e Helmut Watzlawick, 2013)
- 133. Dickens, Les Papiers posthumes du Pickwick-Club. Les Aventures d'Olivier Twist (a cura di Pierre Leyris, 1958)
- 134. Romans grecs et latins (a cura di Pierre Grimal, 1958)
- 135. Gide, Romans. Récits et soties. Œuvres lyriques (a cura di Maurice Nadeau, 1958); Romans et récits. Œuvres lyriques et dramatiques, I (a cura di Pierre Masson con la collaborazione di Jean Claude, Alain Goulet, David H. Walker e Jean-Michel Wittmann, 2009)
- 136. Montherlant, Romans, I (1959)
- 137. Casanova, Mémoires, II: 1756-1763 (a cura di Robert Abirached, 1959); Histoire de ma vie, II (a cura di Gérard Lahouati e Marie-Françoise Luna con la collaborazione di Furio Luccichenti, Alexandre Stroev e Helmut Watzlawick, 2015)
- 138. Defoe, Romans, I (a cura di Francis Ledoux, 1959)
- 139. La Bible. L'Ancien Testament, II (a cura di Édouard Dhorme, 1959)
- 140. Péguy, Œuvres en prose (1898-1908) (a cura di Marcel Péguy, 1959), Œuvres en prose complètes, II: Période des «Cahiers de la Quinzaine» de la septième à la dixième série (1905-1909) (a cura di Robert Burac, 1988)
- 141. Balzac, La Comédie humaine, XI (a cura di Marcel Bouteron con la collaborazione di Roger Pierrot, 1960; a cura di Pierre-Georges Castex con la collaborazione di Nicole Cazauran, Henri Gauthier, René Guise, Michel Lichtlé, Anne-Marie Meininger e Arlette Michel, 1980)
- 142. Tallemant des Réaux, Historiettes, I (a cura di Antoine Adam, 1960)
- 143. Alain, Les Passions et la Sagesse (a cura di Georges Bénézé, 1960)
- 144. Romanciers du XVIIIe siècle, I (a cura di Marguerite du Cheyron e Gilbert Lely, 1960)
- 145. Renard, Journal: 1887-1910 (a cura di Léon Guichard e Gilbert Sigaux, 1960)
- 146. Zola, Les Rougon-Macquart, I (a cura di Armand Lanoux e Henri Mitterand, 1960)
- 147. Casanova, Mémoires, III: 1763-1774 (a cura di Robert Abirached, 1960); Histoire de ma vie, III (a cura di Gérard Lahouati e Marie-Françoise Luna con la collaborazione di Furio Luccichenti, Alexandre Stroev e Helmut Watzlawick, 2015)
- 148. Valéry, Œuvres, II (a cura di Jean Hytier, 1960)
- 149. Tolstoï, Souvenirs et récits (prefazione di Sylvie Luneau, 1961)
- 150. Saint-Simon, Mémoires, VII: 1722-1723 (a cura di Gonzague Truc, 1960); Mémoires suivi de Additions au Journal de Dangeau, VII (a cura di Yves Coirault, 1987)
- 151. Tallemant des Réaux, Historiettes, II (a cura di Antoine Adam, 1961)
- 152. Voltaire, Mélanges (a cura di Jacques Van den Heuvel, 1961)
- 153. Rousseau, Œuvres complètes, II: La Nouvelle Héloïse. Théâtre. Poésies. Essais littéraires (a cura di Bernard Gagnebin e Marcel Raymond con la collaborazione di Henri Coulet, Charles Guyot e Jacques Scherer, 1961)
- 154. Zola, Les Rougon-Macquart, II (a cura di Armand Lanoux e Henri Mitterand, 1961)
- 155. Bernanos, Œuvres romanesques suivi de Dialogues des carmélites (1961); poi come tomo I (a cura di Pierre Gille, Michael Kohlhauer, Sarah Lacoste, Élisabeth Lagadec-Sadoulet, Guillaume Louet e Andre Not, 2015)
- 156. Les Stoïciens (a cura di Pierre-Maxime Schuhl, 1962)
- 157. Céline, Voyage au bout de la nuit. Mort à crédit (prefazione di Henri Mondor, 1962); Romans, I (a cura di Henri Godard, 1981; Romans 1932-1934, 2023)
- 158. Stendhal, Correspondance, I: 1800-1821 (a cura di Victor Del Litto e Henri Martineau, 1963)
- 159. Dumas, Les Trois Mousquetaires. Vingt ans après (a cura di Gilbert Sigaux, 1962; 2023)
- 160. Tragiques grecs: Euripide, Théâtre complet (a cura di Marie Delcourt-Curvers, 1962)
- 161. Camus, Théâtre. Récits et nouvelles (a cura di Roger Quilliot, 1962); Œuvres complètes, I: 1931-1944 (a cura di Jacqueline Lévi-Valensi con la collaborazione di André Abbou, Zedjiga Abdelkrim, Marie-Louise Audin, Raymond Gay-Crosier, Samantha Novello, Pierre-Louis Rey, Philippe Vanney, David H. Walker e Maurice Weyembergh, 2006)
- 162. Voltaire, Correspondance, I: 1704-1738 (a cura di Théodore Besterman, 1964, 1978)
- 163. Dickens, Le Magasin d'antiquités. Barnabé Rudge (a cura di Pierre Leyris, 1963)
- 164. Marx, Œuvres, I: Économie, I (a cura di Maximilien Rubel, 1963)
- 165. Lamartine, Œuvres poétiques complètes (a cura di Marius-François Guyard, 1963)
- 166. Hugo, Théâtre complet, I (a cura di Josette Mélèze e Jean-Jacques Thierry, 1964)
- 167. Montherlant, Essais, I (prefazione di Pierre Sipriot, 1963)
- 168. Romantiques allemands, I (a cura di Maxime Alexandre, 1963, 2012)[5]
- 169. Rousseau, Œuvres complètes, III: Du contrat social. Écrits politiques (a cura di Bernard Gagnebin e Marcel Raymond con la collaborazione di François Bouchardy, Jean-Daniel Candaux, Robert Derathé, Jean Fabre, Jean Starobinski e Sven Stelling-Michaud, 1964)
- 170. Hugo, Théâtre complet, II (a cura di Josette Mélèze et Jean-Jacques Thierry, 1964)
- 171. Hugo, Œuvres poétiques, I: Avant l'exil, 1802-1851 (a cura di Pierre Albouy, 1964)
- 172. Fielding, Romans (a cura di Francis Ledoux, 1964)
- 173. Zola, Les Rougon-Macquart, III (a cura di Armand Lanoux e Henri Mitterand, 1964)
- 174. Monluc, Commentaires (a cura di Paul Courteault, prefazione di Jean Giono, 1964)
- 175. Barbey d'Aurevilly, Œuvres romanesques complètes, I (a cura di Jacques Petit, 1964)
- 176. Hérodote - Thucydide, Œuvres complètes (a cura di A. Barguet e Denis Roussel, 1964)
- 177. Conteurs français du XVIe siècle (a cura di Pierre Jourda, 1965)
- 178. Romanciers du XVIIIe siècle, II (a cura di Marguerite du Cheyron e Gilbert Lely, 1965)[6]
- 179. Claudel, Œuvres en prose (a cura di Charles Galpérine e Jacques Petit, 1965)
- 180. Swift, Œuvres (a cura di Émile Pons con la collaborazione di Bénédicte Lilamand e Jacques et Maurice Pons, 1965)
- 181. Voltaire, Correspondance, II: 1739-1748 (a cura di Théodore Besterman, 1965, 1978)
- 182. Dante, Œuvres complètes (a cura di André Pézard, 1965)
- 183. Camus, Essais (a cura di Louis Faucon e Roger Quilliot, 1965); Œuvres complètes, II: 1944-1948 (a cura di Jacqueline Lévi-Valensi con la collaborazione di André Abbou, Zedjiga Abdelkrim, Marie-Thérèse Blondeau, Raymond Gay-Crosier, Eugène Kouchkine, Franck Planeille, Pierre-Louis Rey, Philippe Vanney, David H. Walker e Maurice Weyembergh, 2006)
- 184. Barbey d'Aurevilly, Œuvres romanesques complètes, II (a cura di Jacques Petit, 1966)
- 185. Gogol, Œuvres complètes (a cura di Gustave Aucouturier con la collaborazione di José Johannet, Sylvie Luneau e Henri Mongault, 1966)
- 186. Dickens, La Vie et les aventures de Nicolas Nickleby. Livres de Noël (a cura di Pierre Leyris, 1966)
- 187. Zola, Les Rougon-Macquart, IV (a cura di Armand Lanoux e Henri Mitterand, 1966)
- 188. Boileau, Œuvres complètes (a cura di Françoise Escal, 1966)
- 189. Hemingway, Œuvres romanesques, I (a cura di Roger Asselineau, 1966)
- 190. Le Coran (a cura di Denise Masson, 1967)
- 191. Hölderlin, Œuvres (a cura di Philippe Jaccottet, 1967)
- 192. Leskov-Saltykov-Chtchédrine, Œuvres (a cura di Sylvie Luneau e Louis Martinez con la collaborazione di Henri Mongault, Pierre Pascal e Boris de Schlœzer, 1967)
- 193. Tragiques grecs: Eschyle-Sophocle, Tragédies (a cura di Raphaël Dreyfus, 1967)
- 194. Zola, Les Rougon-Macquart, V (a cura di Armand Lanoux e Henri Mitterand, 1967)
- 195. Hugo, Œuvres poétiques, II: Les Châtiments. Les Contemplations (a cura di Pierre Albouy, 1967)
- 196. Stendhal, Correspondance, II: 1821-1834 (a cura di Victor Del Litto e Henri Martineau, 1967)
- 197. Tchékhov, Œuvres, I: Théâtre. Récits 1882-1886 (a cura di Claude Frioux, 1968)
- 198. Romans picaresques espagnols (a cura di Maurice Molho e Jean-François Reille, 1968)[7]
- 199. Stendhal, Correspondance, III: 1835-1842 (a cura di Victor Del Litto e Henri Martineau, 1969)
- 200. Éluard, Œuvres complètes, I: 1913-1945 (a cura di Marcelle Dumas e Lucien Scheler, 1968)
- 201. Éluard, Œuvres complètes, II: 1945-1963 (a cura di Marcelle Dumas e Lucien Scheler, 1968)
- 202. Historiens romains: Historiens de la République, I (a cura di Gérard Walter, 1968)[8]
- 203. Historiens romains: Historiens de la République, II (a cura di Gérard Walter, 1968)[9]
- 204. Marx, Œuvres, II: Économie, II (a cura di Maximilien Rubel, 1968)
- 205. Claudel, Journal, I: 1904-1932 (a cura di Jacques Petit e François Varillon, 1968)
- 206. Aubigné, Œuvres (a cura di Henri Weber con la collaborazione di Jacques Bailbé e Marguerite Soulié, 1969)
- 207. Hemingway, Œuvres romanesques, II (a cura di Roger Asselineau, 1969)
- 208. Jean-Jacques Rousseau, Œuvres complètes, IV: Émile. Éducation. Morale. Botanique (a cura di Bernard Gagnebin e Marcel Raymond con la collaborazione di Pierre Burgelin, Henri Gouhier, John S. Spink, Roger de Vilmorin e Charles Wirz, 1969)
- 209. Chateaubriand, Œuvres romanesques et voyages, I (a cura di Maurice Regard, 1969)
- 210. Chateaubriand, Œuvres romanesques et voyages, II (a cura di Maurice Regard, 1969)
- 211. Dostoïevski, Récits, chroniques et polémiques (a cura di Gustave Aucouturier, 1969)
- 212. François de Sales (saint), Œuvres (a cura di André Ravier con la collaborazione di Roger Devos, 1969)
- 213. Claudel, Journal, II: 1933-1955 (a cura di Jacques Petit et François Varillon, 1969)
- 214. Defoe, Romans, II (a cura di Francis Ledoux, 1970)
- 215. Sand, Œuvres autobiographiques, I (a cura di Georges Lubin, 1970)
- 216. Dickens, La Petite Dorrit. Un conte de deux villes (a cura di Pierre Leyris, 1970)
- 217. Alain, Propos, II: 1906-1914 et 1921-1936 [scelta] (a cura di Samuel Sylvestre de Sacy, 1970)
- 218. Lautréamont-Nouveau, Œuvres complètes (a cura di Pierre-Olivier Walzer, 1970); Lautréamont, Œuvres complètes (a cura di Jean-Luc Steinmetz, 2009)
- 219. Polybe, Histoire (prefazione di Dom Vincent Thuillier, 1970)
- 220. Tchékhov, Œuvres, II: Récits 1887-1892 (a cura di Claude Frioux, 1970)
- 221. Cros-Corbière, Œuvres complètes (a cura di Louis Forestier e Pierre-Olivier Walzer con la collaborazione di Francis F. Burch, 1970)
- 222. Renard, Œuvres, I (a cura di Léon Guichard, 1970)
- 223. Tchékhov, Œuvres, III: Récits 1892-1903 (a cura di Claude Frioux, 1971)
- 224. Plaute-Térence, Œuvres complètes (a cura di Pierre Grimal, 1971)
- 225. Renard, Œuvres, II (a cura di Léon Guichard, 1971)
- 226. La Bible. Le Nouveau Testament (a cura di Jean Grosjean e Michel Léturmy, 1971)
- 227. Sand, Œuvres autobiographiques, II (a cura di Georges Lubin, 1971)
- 228. Proust, Jean Santeuil précédé de Les Plaisirs et les Jours (a cura di Pierre Clarac e Yves Sandre, 1971)
- 229. Proust, Contre Sainte-Beuve précédé de Pastiches et mélanges et suivi de Essais et articles (a cura di Pierre Clarac con la collaborazione di Yves Sandre, 1971); Essais (a cura di Antoine Compagnon con la collaborazione di Christophe Pradeau e Matthieu Vernet, 2022)
- 230. Giono, Œuvres romanesques complètes, I (a cura di Robert Ricatte con la collaborazione di Pierre Citron, Henri Godard, Janine e Lucien Miallet e Luce Ricatte, 1971)
- 231. Malherbe, Œuvres (a cura di Antoine Adam, 1971)
- 232. Bernanos, Essais et écrits de combat, I (a cura di Michel Estève con la collaborazione di Yves Bridel, Jacques Chabot e Joseph Jurt, 1972)
- 233. Marivaux, Œuvres de jeunesse (a cura di Frédéric Deloffre con la collaborazione di Claude Rigault, 1972)
- 234. Dostoïevski, Journal d'un écrivain (a cura di Gustave Aucouturier, 1972)
- 235. Green, Œuvres complètes, I (a cura di Jacques Petit, 1972)
- 236. Jarry, Œuvres complètes, I (a cura di Michel Arrivé, 1972)
- 237. Giono, Œuvres romanesques complètes, II (a cura di Robert Ricatte con la collaborazione di Pierre Citron e Luce Ricatte, 1972)
- 238. Goldoni, Théâtre (traduzione di Michel Arnaud, prefazione di Paul Renucci, 1972)
- 239. Verlaine, Œuvres en prose complètes (a cura di Jacques Borel, 1972)
- 240. Saint-John Perse, Œuvres complètes (1972)
- 241. Théâtre du XVIIIe siècle, I: 1700-1756 (a cura di Jacques Truchet, 1973)
- 242. Valéry, Cahiers, I (a cura di Judith Robinson, 1973)
- 243. Green, Œuvres complètes, II (a cura di Jacques Petit, 1973)
- 244. Flaubert, Correspondance, I: gennaio 1830-maggio 1851 (a cura di Jean Bruneau, 1973)
- 245. Griboïèdov-Lermontov-Pouchkine, Œuvres (a cura di Gustave Aucouturier, 1973)
- 246. Romantiques allemands, II (a cura di Maxime Alexandre, 1973; a cura di Jean-Claude Schneider e Erika Tunner, 2012)[10]
- 247. Baudelaire, Correspondance, I: 1832-1860 (a cura di Claude Pichois con la collaborazione di Jean Ziegler, 1973)
- 248. Baudelaire, Correspondance, II: 1860-1866 (a cura di Claude Pichois con la collaborazione di Jean Ziegler, 1973)
- 249. Stendhal, Voyages en Italie (a cura di Victor Del Litto, 1973)
- 250. Green, Œuvres complètes, III (a cura di Jacques Petit, 1974)
- 251. Théâtre du XVIIIe siècle, II: 1756-1799 (a cura di Jacques Truchet, 1974)
- 252. Céline, Romans, II (a cura di Henri Godard, 1974; Romans 1957-1961, 2023)
- 253. Maupassant, Contes et nouvelles, I (a cura di Louis Forestier, 1974)
- 254. Valéry, Cahiers, II (a cura di Judith Robinson, 1974)
- 255. Hugo, Œuvres poétiques, III (a cura di Pierre Albouy, 1974)
- 256. Giono, Œuvres romanesques complètes, III (a cura di Robert Ricatte con la collaborazione di Henri Godard, Janine e Lucien Miallet e Luce Ricatte, 1974)
- 257. Théâtre du XVIIe siècle, I (a cura di Jacques Scherer, 1975)
- 258. Vallès, Œuvres, I (a cura di Roger Bellet, 1975)
- 259. Voltaire, Correspondance, III: 1749-1753 (a cura di Théodore Besterman, 1975)
- 260. Hugo, Notre-Dame de Paris. Les Travailleurs de la mer (a cura di Yves Gohin e Jacques Seebacher, 1975)
- 261. Green, Œuvres complètes, IV (a cura di Jacques Petit, 1976)
- 262. Zola, Contes et nouvelles (a cura di Roger Ripoll con la collaborazione di Sylvie Luneau, 1976)
- 263. Malraux, Le Miroir des Limbes (1976); Œuvres complètes, III (a cura di Marius-François Guyard con la collaborazione di Jean-Claude Larrat e François Trécourt, 1996)
- 264. Kafka, Œuvres complètes, I: Nouvelles et récits (a cura di Claude David, 1976; a cura di Jean-Pierre Lefebvre, 2018)
- 265. Green, Œuvres complètes, V (a cura di Jacques Petit, 1977)
- 266. Pirandello, Théâtre complet, I (a cura di André Bouissy e Paul Renucci, 1977)
- 267. Apollinaire, Œuvres en prose complètes, I (a cura di Michel Décaudin, 1977)
- 268. Giono, Œuvres romanesques complètes, IV (a cura di Robert Ricatte con la collaborazione di Pierre Citron e Henri Godard, 1977)
- 269. Faulkner, Œuvres romanesques, I (a cura di Michel Gresset, 1977)
- 270. Voltaire, Correspondance, IV: 1754-1757 (a cura di Théodore Besterman, 1978)
- 271. Mauriac, Œuvres romanesques et théâtrales complètes, I (a cura di Jacques Petit, 1978)
- 272. Chateaubriand, Essai sur les révolutions. Génie du christianisme (a cura di Maurice Regard, 1978)
- 273. Shi Nai'an - Luo Guan-Zhong, Au bord de l'eau, I: Chapitres I-XLVI (a cura di Jacques Dars, 2017)
- 274. Shi Nai'an - Luo Guan-Zhong, Au bord de l'eau, II: Chapitres XLVII-XCII et Épilogue (a cura di Jacques Dars, 2017)
- 275. Maupassant, Contes et nouvelles, II (a cura di Louis Forestier, 1979)
- 276. Tolstoï, Journaux et carnets, I: 1847-1889 (prefazione di Michel Aucouturier, 1979)
- 277. Malebranche, Œuvres, I (a cura di Geneviève Rodis-Lewis con la collaborazione di Germain Malbreil, 1979)
- 278. Dickens, La Maison d'Âpre-Vent. Récits pour Noël et autres (a cura di Sylvère Monod, 1979)
- 279. Mauriac, Œuvres romanesques et théâtrales complètes, II (a cura di Jacques Petit, 1979)
- 280. Voltaire, Correspondance, V: 1758-1760 (a cura di Théodore Besterman, 1980)
- 281. Tolstoï, Journaux et carnets, II: 1890-1904 (prefazione di Michel Aucouturier, 1980)
- 282. Kafka, Œuvres complètes, II: Romans (a cura di Claude David, 1980; a cura di Jean-Pierre Lefebvre, 2018)
- 283. Philosophes Taoïstes, I (a cura di René Étiemble, 1980; a cura di Rémi Mathieu, 2022)
- 284. Flaubert, Correspondance, II: luglio 1851-dicembre 1858 (a cura di Jean Bruneau, 1980)
- 285. Giono, Œuvres romanesques complètes, V (a cura di Robert Ricatte con la collaborazione di Pierre Citron, Henri Godard, Janine e Lucien Miallet e Luce Ricatte, 1980)
- 286. Kant, Œuvres philosophiques, I: Des premiers écrits à la «Critique de la Raison Pure» (1747-1781) (a cura di Ferdinand Alquié con la collaborazione di Claude Berry, Jean Ferrari, Bernard Lortholary, François Marty, Jacques Rivelaygue e Sylvain Zac, 1980)
- 287. Voltaire, Correspondance, VI: 1760-1762 (a cura di Théodore Besterman, 1981)
- 288. Mauriac, Œuvres romanesques et théâtrales complètes, III (a cura di Jacques Petit, 1981)
- 289. Tourguéniev, Romans et nouvelles complets, I (a cura di Françoise Flamant e Édith Scherrer, 1981)
- 290. Dumas, Le Comte de Monte-Cristo (a cura di Gilbert Sigaux, 1981)
- 291. García Lorca, Œuvres complètes, I (a cura di André Belamich, 1981)
- 292. Balzac, La Comédie humaine, XII (a cura di Pierre-Georges Castex con la collaborazione di Madeleine Ambrière-Fargeaud, Pierre Barbéris, Roland Chollet, Pierre Citron, Rose Fortassier, René Guise, Anne-Marie Meininger, Nicole Mozet, Roger Pierrot, Maurice Regard e Jean-Louis Tritter, 1981)
- 293. Cao Xueqin, Le Rêve dans le pavillon rouge, I (a cura di Jacqueline Alézaïs e Li Tche-houa con la revisione di André d'Hormon, 1981)
- 294. Cao Xueqin, Le Rêve dans le pavillon rouge, II (a cura di Jacqueline Alézaïs e Li Tche-houa con la revisione di André d'Hormon, 1981)
- 295. Sartre, Œuvres romanesques (a cura di Michel Contat e Michel Rybalka con la collaborazione di George H. Bauer e Geneviève Idt, 1982)
- 296. Voltaire, Correspondance, VII: 1763-1765 (a cura di Théodore Besterman, 1982)
- 297. Tourguéniev, Romans et nouvelles complets, II (a cura di Françoise Flamant e Édith Scherrer, 1982)
- 298. Marx, Œuvres, III: Philosophie (a cura di Maximilien Rubel, 1982)
- 299. Conrad, Œuvres, I (a cura di Sylvère Monod con la collaborazione di André Bordeaux, Henriette Bordenave, Pierre Coustillas, Maurice-Paul Gautier, Raymond Las Vergnas e Anne-Marie Soulac, 1982)
- 300. Joyce, Œuvres, I (a cura di Jacques Aubert, 1982)
- 301. Montherlant, Romans, II (a cura di Michel Raimond, 1982)
- 302. Giraudoux, Théâtre complet (a cura di Jacques Body con la collaborazione di Marthe Besson-Herlin, Étienne Brunet, Brett Dawson, Janine Delort, Lise Gauvin, Gunnar Graumann, Wayne Ready, Jacques Robichez, Guy Teissier e Colette Weil, 1982)
- 303. Yourcenar, Œuvres romanesques (prefazione dell'autrice, 1982)
- 304. Stendhal, Œuvres intimes, II: 1818-1842 (a cura di Victor Del Litto, 1982)
- 305. Théâtre espagnol du XVIe siècle (a cura di Robert Marrast, 1983)
- 306. Gobineau, Œuvres, I (a cura di Jean Gaulmier con la collaborazione di Jean Boissel, 1983)
- 307. Fénelon, Œuvres, I (a cura di Jacques Le Brun, 1983)
- 308. Char, Œuvres complètes (introduzione di Jean Roudaut, 1983)
- 309. Voltaire, Correspondance, VIII: 1765-1767 (a cura di Théodore Besterman, 1983)
- 310. Martin du Gard, Maumort (a cura di André Daspre, 1983)
- 311. Gobineau, Œuvres, II (a cura di Jean Gaulmier con la collaborazione di Pierre Lesétieux e Vincent Monteil, 1983)
- 312. Giono, Œuvres romanesques complètes, VI (a cura di Robert Ricatte con la collaborazione di Henri Godard, Janine e Lucien Miallet e Luce Ricatte, 1983)
- 313. Fromentin, Œuvres complètes (a cura di Guy Sagnes, 1984)
- 314. Colette, Œuvres, I (a cura di Alain Brunet e Claude Pichois con la collaborazione di Alain Brunet, Léon Delanoë, Jacques Frugier, Paul d'Hollander, Michel Mercier e Madeleine Raaphorst-Rousseau, 1984)
- 315. France, Œuvres, I (a cura di Marie-Claire Bancquart, 1984)
- 316. Kafka, Œuvres complètes, III (a cura di Claude David, 1984); Journaux et lettres 1897-1914 (a cura di Jean-Pierre Lefebvre, 2022)
- 317. Kant, Œuvres philosophiques, II: Des prolégomènes aux écrits de 1791 (a cura di Ferdinand Alquié con la collaborazione di Claude Berry, Luc Ferry, François de Gandt, Pierre Jalabert, Jean-René Ladmiral, Marc de Launay, Jacques Rivelaygue, Jean-Marie Vaysse e Heinz Wismann, 1985)
- 318. Conrad, Œuvres, II (a cura di Sylvère Monod con la collaborazione di Jean Deurbergue, Philippe Jaudel, Paul Le Moal, Pierre e Yane Lefranc, Claude Noël Thomas e Jean-Pierre Vernier, 1985)
- 319. Tolstoï, Journaux et carnets, III: 1905-1910 (prefazione di Michel Aucouturier, 1985)
- 320. Jin Ping Mei, Fleur en fiole d'or, I: Livres I-V, a cura di René Étiemble e André Lévy (1985)
- 321. Jin Ping Mei, Fleur en fiole d'or, II: Livres VI-X, a cura di René Étiemble e André Lévy (1985)
- 322. Voltaire, Correspondance, IX: 1767-1769 (a cura di Théodore Besterman, 1985)
- 323. Mauriac, Œuvres romanesques et théâtrales complètes, IV (a cura di Jacques Petit, 1985)
- 324. Pirandello, Théâtre complet, II (a cura di André Bouissy e Paul Renucci, 1985)
- 325. Voltaire, Correspondance, X: 1769-1772 (a cura di Théodore Besterman, 1986)
- 326. Tourguéniev, Romans et nouvelles complets, III (a cura di Françoise Flamant e Édith Scherrer, 1986)
- 327. Colette, Œuvres, II (a cura di Alain Brunet e Claude Pichois con la collaborazione di Bernard Bray, Alain Brunet, Maurice Delcroix, Jacques Dupont, Jacques Frugier, Michel Mercier, Madeleine Raaphorst-Rousseau e Yannick Resch, 1986)
- 328. Villiers de L'Isle-Adam, Œuvres complètes, I (a cura di Pierre-Georges Castex e Allan Raitt con la collaborazione di Jean-Marie Bellefroid, 1986)
- 329. Villiers de L'Isle-Adam, Œuvres complètes, II (a cura di Pierre-Georges Castex e Allan Raitt con la collaborazione di Jean-Marie Bellefroid, 1986)
- 330. Théâtre du XVIIe siècle, II (a cura di Jacques Scherer e Jacques Truchet, 1986)
- 331. Cohen, Belle du Seigneur (a cura di Bella Cohen e Christel Peyrefitte, 1986)
- 332. Kant, Œuvres philosophiques, III: Les derniers écrits (a cura di Ferdinand Alquié con la collaborazione di Claude Berry, Luc Ferry, Pierre Jalabert, François Marty, Joëlle e Olivier Masson, Alexis Philonenko, Alain Renaut, Jacques Rivelaygue e Heinz Wismann, 1986)
- 333. Daudet, Œuvres, I (a cura di Roger Ripoll, 1986)
- 334. Dickens, Esquisses de Boz. Martin Chuzzlewit (a cura di Sylvère Monod, 1986)
- 335. Voltaire, Correspondance, XI: 1772-1774 (a cura di Théodore Besterman, 1987)
- 336. Gobineau, Œuvres, III (a cura di Jean Gaulmier con la collaborazione di Jean Boissel e Marie-Louise Concasty, 1987)
- 337. La Bible. Écrits intertestamentaires (a cura di André Dupont-Sommer e Marc Philonenko, 1987)
- 338. Sagas islandaises (a cura di Régis Boyer, 1987)
- 339. Maupassant, Romans (a cura di Louis Forestier, 1987)
- 340. Pierre Corneille, Œuvres complètes, III (a cura di Georges Couton, 1987)
- 341. France, Œuvres, II (a cura di Marie-Claire Bancquart, 1987)
- 342. Jarry, Œuvres complètes, II (a cura di Henri Bordillon con la collaborazione di Patrick Besnier e Bernard Le Doze, 1987)
- 343. Conrad, Œuvres, III (a cura di Sylvère Monod con la collaborazione di Pierre Coustillas, Jean Deurbergue e Roger Hibon, 1987)
- 344. Voltaire, Correspondance, XII: 1775-1777 (a cura di Théodore Besterman, 1988)
- 345. Les Présocratiques (a cura di Jean-Paul Dumont, 1988)
- 346. Breton, Œuvres complètes, I (a cura di Marguerite Bonnet con la collaborazione di Philippe Bernier, Étienne-Alain Hubert e José Pierre, 1988)
- 347. Jarry, Œuvres complètes, III (a cura di Henri Bordillon con la collaborazione di Michel Arrivé, Patrick Besnier e Bernard Le Doze, 1988)
- 348. Kipling, Œuvres, I (a cura di Pierre Coustillas con la collaborazione di Jean-Paul Hulin, Sylvère Monod, Daniel Nury e Jean Raimond, 1988)
- 349. Céline, Romans, III (a cura di Henri Godard, 1988; Romans 1936-1947, 2023)
- 350. Saint-Simon, Mémoires suivi de Additions au Journal de Dangeau, VIII (a cura di Yves Coirault, 1988)
- 351. Giono, Récits et essais (a cura di Pierre Citron con la collaborazione di Henri Godard, Violaine de Montmollin e Mireille Sacotte, 1989)
- 352. Aymé, Œuvres romanesques complètes, I (a cura di Yves-Alain Favre, 1989)
- 353. Kafka, Œuvres complètes, IV (a cura di Claude David, 1989); Journaux et lettres 1914-1924 (a cura di Jean-Pierre Lefebvre, 2022)
- 354. Gracq, Œuvres complètes, I (a cura di Bernhild Boie, 1989)
- 355. Orateurs de la Révolution française, I: Les Constituants (a cura di François Furet e Ran Halévi, 1989)
- 356. Proust, À la recherche du temps perdu, IV (a cura di Jean-Yves Tadié con la collaborazione di Yves Baudelle, Anne Chevalier, Eugène Nicole, Pierre-Louis Rey, Pierre-Edmond Robert, Jacques Robichez e Brian Rogers, 1989)
- 357. Conrad, Œuvres, IV (a cura di Sylvère Monod con la collaborazione di Florence Herbulot, Roger Hibon, Philippe Jaudel e Paul Le Moal, 1989)
- 358. Queneau, Œuvres complètes, I: Œuvres poétiques (a cura di Claude Debon, 1989)
- 359. Rétif de la Bretonne, Monsieur Nicolas, I (a cura di Pierre Testud, 1989)
- 360. Rétif de la Bretonne, Monsieur Nicolas, II (a cura di Pierre Testud, 1989)
- 361. Tacite, Œuvres complètes (a cura di Pierre Grimal, 1990)
- 362. Vallès, Œuvres, II (a cura di Roger Bellet, 1990)
- 363. Pasternak, Œuvres (a cura di Michel Aucouturier, 1990)
- 364. Balzac, Œuvres diverses, I (a cura di Pierre-Georges Castex con la collaborazione di Roland Chollet, René Guise e Nicole Mozet, 1990)
- 365. Carroll, Œuvres (a cura di Jean Gattégno con la collaborazione di Véronique Béghain, Alexandre Révérend e Jean-Pierre Richard, 1990)
- 366. Green, Œuvres complètes, VI (a cura di Xavier Galmiche, Giovanni Lucera, Gilles Siouffi e Damien Vorreux, 1990)
- 367. Mauriac, Œuvres autobiographiques (a cura di François Durand, 1990)
- 368. Giraudoux, Œuvres romanesques complètes, I (a cura di Jacques Body con la collaborazione di Brett Dawson, Alain Duneau, Lise Gauvin, Michel Potet, Agnès Raymond, Jacques Robichez, Jean-Yves Tadié, Guy Teissier e Colette Weil, 1990)
- 369. García Lorca, Œuvres complètes, II (a cura di André Belamich, 1990)
- 370. Daudet, Œuvres, II (a cura di Roger Ripoll, 1990)
- 371. Sade, Œuvres, I (a cura di Michel Delon, 1990)
- 372. Ionesco, Théâtre complet (a cura di Emmanuel Jacquart, 1990)
- 373. Dickens, L'Ami commun et Le Mystère d'Edwin Drood (a cura di Sylvère Monod con la collaborazione di Lucien Carrive, 1991)
- 374. Flaubert, Correspondance, III: gennaio 1859-dicembre 1868 (a cura di Jean Bruneau, 1991)
- 375. Wu Cheng'en, La Pérégrination vers l'Ouest, I: Livres I-X (a cura di André Lévy, 1991)
- 376. Wu Cheng'en, La Pérégrination vers l'Ouest, II: Livres XI-XX et Appendices (a cura di André Lévy, 1991)
- 377. France, Œuvres, III (a cura di Marie-Claire Bancquart, 1991)
- 378. Yourcenar, Essais et mémoires (prefazione dell'autrice, 1991)
- 379. Tocqueville, Œuvres, I (a cura di André Jardin con la collaborazione di Françoise Mélonio e Lise Queffélec, 1991)
- 380. Brantôme, Recueil des Dames, poésies et tombeaux (a cura di Étienne Vaucheret, 1991)
- 381. Colette, Œuvres, III (a cura di Alain Brunet e Claude Pichois con la collaborazione di Marie-Christine Bellosta, Alain Brunet, Léon Delanoë, Maurice Delcroix, Jacques Dupont, Jacques Frugier, Michel Mercier, Christiane Milner e Yannick Resch, 1991)
- 382. Apollinaire, Œuvres en prose complètes, II (a cura di Pierre Caizergues e Michel Décaudin, 1991)
- 383. Morand, Nouvelles complètes, I (a cura di Michel Collomb, 1992)
- 384. Conrad, Œuvres, V (a cura di Sylvère Monod, 1992)
- 385. Tocqueville, Œuvres, II (a cura di André Jardin con la collaborazione di Jean-Claude Lamberti e James T. Schleifer, 1992)
- 386. Stendhal, Voyages en France (a cura di Victor Del Litto, 1992)
- 387. Kipling, Œuvres, II (a cura di Pierre Coustillas con la collaborazione di Joseph Dobrinsky, Jean-François Gournay, Marie-Claire Hamard e Philippe Jaudel, 1992)
- 388. Prévert, Œuvres complètes, I (a cura di Danièle Gasiglia-Laster e Arnaud Laster, 1992)
- 389. Péguy, Œuvres en prose complètes, III: Période des «Cahiers de la Quinzaine» de la onzième à la quinzième et dernière série (1909-1914) (a cura di Robert Burac, 1992)
- 390. Malebranche, Œuvres, II (a cura di Geneviève Rodis-Lewis, 1992)
- 391. Théâtre du XVIIe siècle, III (a cura di Jacques Truchet e André Blanc, 1992)
- 392. Breton, Œuvres complètes, II (a cura di Marguerite Bonnet con la collaborazione di Étienne-Alain Hubert e José Pierre, 1992)
- 393. Morand, Nouvelles complètes, II (a cura di Michel Collomb, 1992)
- 394. Andersen, Œuvres, I (traduzione di Régis Boyer, 1992, Contes, 2025)
- 395. Voltaire, Correspondance, XIII: 1777-1778 (a cura di Théodore Besterman, 1993)
- 396. Rilke, Œuvres en prose: Récits et essais (a cura di Claude David con la collaborazione di Rémy Colombat, Bernard Lortholary e Claude Porcell, 1993)
- 397. Nerval, Œuvres complètes, III (a cura di Jean Guillaume e Claude Pichois con la collaborazione di Jacques Bony, Michel Brix, Antonia Fonyi, Lieven d'Hulst, Vincenette Pichois, Jean-Luc Steinmetz e Jean Ziegler, 1993)
- 398. Conteurs italiens de la Renaissance (a cura di Anne Motte-Gillet, 1993)[11]
- 399. Apollinaire, Œuvres en prose complètes, III (a cura di Pierre Caizergues e Michel Décaudin, 1993)
- 400. Borges, Œuvres complètes, I (a cura di Jean Pierre Bernès, prefazione dell'autore, 2010)
- 401. Anthologie bilingue de la poésie allemande (a cura di Jean-Pierre Lefebvre, 1993)
- 402. Cohen, Œuvres (a cura di Bella Cohen e Christel Peyrefitte, 1993)
- 403. Céline, Romans, IV (a cura di Henri Godard, 1993)
- 404. Giraudoux, Œuvres romanesques complètes, II (a cura di Jacques Body con la collaborazione di Annie Besnard, Jules Brody, Brett Dawson, Janine Delort, Elizabeth Goulding, Roy Prior e Helen Rodney, 1994)
- 405. Marivaux, Théâtre complet, II (a cura di Henri Coulet e Michel Gilot, 1994)
- 406. France, Œuvres, IV (a cura di Marie-Claire Bancquart, 1994)
- 407. Théâtre espagnol du XVIIe siècle, I (a cura di Robert Marrast e Jean Canavaggio, 1994)
- 408. Chrétien de Troyes, Œuvres complètes (a cura di Daniel Poirion con la collaborazione di Anne Berthelot, Peter F. Dembowski, Sylvie Lefèvre, Karl D. Uitti e Philippe Walter, 1994)
- 409. Marx, Œuvres, IV: Politique, I (a cura di Maximilien Rubel, 1994)
- 410. Anthologie bilingue de la poésie italienne (a cura di Danielle Boillet, 1994)
- 411. Green, Œuvres complètes, VII (a cura di Giovanni Lucera e Michèle Raclot, 1994)
- 412. Daudet, Œuvres, III (a cura di Roger Ripoll, 1994)
- 413. Voyageurs arabes (a cura di Paule Charles-Dominique, 1995)
- 414. Andersen, Œuvres, II (traduzione di Régis Boyer, 1995)
- 415. Giono, Journal. Poèmes. Essais (a cura di Pierre Citron con la collaborazione di Laurent Fourcaut, Henri Godard, Violaine de Montmollin, André-Alain Morello e Mireille Sacotte, 1995)
- 416. Rousseau, Œuvres complètes, V: Écrits sur la musique, la langue et le théâtre (a cura di Bernard Gagnebin e Marcel Raymond con la collaborazione di Samuel Baud-Bovy, Brenno Boccadoro, Xavier Bouvier, Marie-Élisabeth Duchez, Jean-Jacques Eigeldinger, Sidney Kleinman, Olivier Pot, Jean Rousset, Pierre Speziali, Jean Starobinski, Charles Wirz e André Wyss, 1995)
- 417. Faulkner, Œuvres romanesques, II (a cura di André Bleikasten e François Pitavy, 1995)
- 418. Sade, Œuvres, II (a cura di Michel Delon, 1995)
- 419. Anthologie bilingue de la poésie espagnole (a cura di Nadine Ly, 1995)
- 420. Joyce, Œuvres, II (a cura di Jacques Aubert con la collaborazione di Michel Cusin, Daniel Ferrer, Jean-Michel Rabaté, André Topia e Marie-Danièle Vors, 1995)
- 421. Gracq, Œuvres complètes, II (a cura di Bernhild Boie con la collaborazione di Claude Dourguin, 1995)
- 422. Tristan et Yseut: Les premières versions européennes (a cura di Christiane Marchello-Nizia, 1995)
- 423. Bernanos, Essais et écrits de combat, II (a cura di Michel Estève con la collaborazione di Yves Bridel, Jacques Chabot, François Frison, Pierre Gille, Joseph Jurt e Hubert Sarrazin, 1995)
- 424. Balzac, Œuvres diverses, II (a cura di Roland Chollet, René Guise e Pierre-Georges Castex con la collaborazione di Christiane Guise, 1996)
- 425. Malraux, Œuvres complètes, II (a cura di Marius-François Guyard, Maurice Larès e François Trécourt con la collaborazione di Noël Burch, 1996)
- 426. Supervielle, Œuvres poétiques complètes (a cura di Michel Collot con la collaborazione di Françoise Brunot-Maussang, Dominique Combe, Christabel Grare, James Hiddleston, Hyun-Ja Kim-Schmidt e Michel Sandras, 1996)
- 427. Prévert, Œuvres complètes, II (a cura di Danièle Gasiglia-Laster e Arnaud Laster, 1996)
- 428. Wilde, Œuvres (a cura di Jean Gattégno con la collaborazione di Véronique Béghain, Paul Bensimon, Jean Besson, Henry-D. Davray, Bernard Delvaille, Jean-Michel Déprats, François Dupuigrenet Desroussilles, Cecil Georges-Bazile, Dominique Jean, Marie-Claire Pasquier e Albert Savine, 1996)
- 429. Kipling, Œuvres, III (a cura di Pierre Coustillas con la collaborazione di Jean-Claude Amalric, Daniel Nury e Jean Raimond, 1996)
- 430. Spectacles curieux d'aujoud'hui et d'autrefois, Jingu qiguan: Contes chinois des Ming (a cura di Rainier Lanselle, 1996)
- 431. Saint-Simon, Traités politiques et autres écrits (a cura di Yves Coirault, 1996)
- 432. Sarraute, Œuvres complètes (a cura di Jean-Yves Tadié con la collaborazione di Viviane Forrester, Ann Jefferson, Valerie Minogue e Arnaud Rykner, 1996)
- 433. Melville, Œuvres, I: Taïpi. Omou. Mardi (a cura di Philippe Jaworski con la collaborazione di Michel Imbert, Dominique Marçais, Mark Niemeyer, Hershel Parker e Joseph Urbas, 1997)
- 434. Tanizaki, Œuvres, I (prefazione di Ninomiya Masayuki, 1997)
- 435. Nouvelles du XVIIe siècle (a cura di Raymond Picard e Jean Lafond, 1997)
- 436. Aragon, Œuvres romanesques complètes, I (a cura di Daniel Bougnoux con la collaborazione di Philippe Forest, 1997)
- 437. Fénelon, Œuvres, II (a cura di Jacques Le Brun, 1997)
- 438. Somadeva, Océan des rivières de contes (a cura di Nalini Balbir con la collaborazione di Mildrède Besnard, Lucien Billoux, Sylvain Brocquet, Colette Caillat, Christine Chojnacki, Jean Fezas e Jean-Pierre Osier, 1997)
- 439. Boulgakov, Œuvres, I: La Garde blanche. Nouvelles, récits, articles de variétés (a cura di Françoise Flamant con la collaborazione di Édith Scherrer, 1997)
- 440. Rilke, Œuvres poétiques et théâtrales (a cura di Gerald Stieg con la collaborazione di Claude David, 1997)
- 441. Aristophane, Théâtre complet (a cura di Pascal Thiercy, 1997)
- 442. Écrits apocryphes Chrétiens, I (a cura di François Bovon e Pierre Geoltrain, 1997)
- 443. Flaubert, Correspondance, IV: gennaio 1869-dicembre 1875 (a cura di Jean Bruneau, 1998)
- 444. Michaux, Œuvres complètes, I (a cura di Raymond Bellour con la collaborazione di Ysé Tran, 1998)
- 445. Le Roman de Renart (a cura di Armand Strubel, 1998)
- 446. Green, Œuvres complètes, VIII (a cura di Giovanni Lucera e Michèle Raclot, 1998)
- 447. Aymé, Œuvres romanesques complètes, II (a cura di Michel Lécureur con la collaborazione di Lola Bermudez Medina, Carmen Camero Perez, Danielle Ducout e Pedro Pardo Jimenez, 1998)
- 448. Augustin (saint), Œuvres, I: Les Confessions. Dialogues philosophiques (a cura di Lucien Jerphagnon, 1998)
- 449. Sade, Œuvres, III (a cura di Michel Delon con la collaborazione di Jean Deprun, 1998)
- 450. Libertins du XVIIe siècle, I (a cura di Jacques Prévot, 1998)
- 451. Tanizaki, Œuvres, II (prefazione di Ninomiya Masayuki, 1998)
- 452. Théâtre espagnol du XVIIe siècle, II (a cura di Robert Marrast e Jean Canavaggio, 1999)
- 453. Ponge, Œuvres complètes, I (a cura di Bernard Beugnot, 1999)
- 454. Saint-Exupéry, Œuvres complètes, II (a cura di Michel Autrand e Michel Quesnel con la collaborazione di Paule Bounin e Françoise Gerbod, 1999)
- 455. Luther, Œuvres, I (a cura di Matthieu Arnold e Marc Lienhard, 1999)
- 456. Borges, Œuvres complètes, II (a cura di Jean Pierre Bernès, prefazione dell'autore, 2010)
- 457. Gide, Essais critiques (a cura di Pierre Masson, 1999)
- 458. Le Ramayana (a cura di Madeleine Biardeau e Marie-Claude Porcher, 1999)
- 459. Breton, Œuvres complètes, III (a cura di Marguerite Bonnet con la collaborazione di Philippe Bernier, Marie-Claire Dumas, Étienne-Alain Hubert e José Pierre, 1999)
- 460. Cocteau, Œuvres poétiques complètes (a cura di Michel Décaudin, 1999)
- 461. Nabokov, Œuvres romanesques complètes, I (a cura di Maurice Couturier, 1999)
- 462. Pascal, Œuvres complètes, II (a cura di Michel Le Guern, 2000)
- 463. Aragon, Œuvres romanesques complètes, II (a cura di Daniel Bougnoux con la collaborazione di Raphaël Lafhail-Molino, 2000)
- 464. Faulkner, Œuvres romanesques, III (a cura di André Bleikasten, Michel Gresset e François Pitavy, 2000)
- 465. De Gaulle, Mémoires (a cura di Marius-François Guyard, introduzione di Jean-Louis Crémieux-Brilhac, 2020)
- 466. Anthologie de la poésie française, I (a cura di Martine Bercot, Jean-Pierre Chauveau, Michel Collot, Gérard Gros, Daniel Ménager e Catriona Seth, 2000)
- 467. Anthologie de la poésie française, II (a cura di Martine Bercot, Jean-Pierre Chauveau, Michel Collot, Gérard Gros, Daniel Ménager e Catriona Seth, 2000)
- 468. Augustin (saint), Œuvres, II: La Cité de Dieu (a cura di Lucien Jerphagnon, 2000)
- 469. Austen, Œuvres romanesques complètes, I (a cura di Pierre Goubert con la collaborazione di Pierre Arnaud e Jean-Paul Pichardie, 2000)
- 470. Brecht, Écrits sur le théâtre (a cura di Jean-Marie Valentin, 2000)
- 471. Nietzsche, Œuvres, I (a cura di Marc de Launay con la collaborazione di Michèle Cohen-Halimi, Marc Crépon, Pascal David, Paolo D'Iorio, Francesco Fronterotta, Max Marcuzzi e Pierre Rusch, 2000)
- 472. Romanciers libertins du XVIIIe siècle, I (a cura di Wald Lasowski, 2000)
- 473. Gide, Souvenirs et voyages (a cura di Pierre Masson con la collaborazione di Daniel Durosay e Martine Sagaert, 2001)
- 474. Stevenson, Œuvres, I: L'Île au trésor. Dr Jekyll et M. Hyde (a cura di Charles Ballarin con la collaborazione di Laurent Bury, Patrick Hersant, Marc Porée e Marc Rolland, 2001)
- 475. Michaux, Œuvres complètes, II (a cura di Raymond Bellour con la collaborazione di Ysé Tran, 2001)
- 476. Le Livre du Graal, I (a cura di Daniel Poirion e Philippe Walter, 2001)
- 477. Aymé, Œuvres romanesques complètes, III (a cura di Michel Lécureur, 2001)
- 478. Kipling, Œuvres, IV (a cura di Pierre Coustillas con la collaborazione di Jean-Paul Hulin, Daniel Nury, Jean Raimond e Judith Van Heerswynghels, 2001)
- 479. Flaubert, Œuvres complètes, I: Œuvres de jeunesse (a cura di Claudine Gothot-Mersch e Guy Sagnes, 2001)
- 480. Cervantès, Œuvres romanesques complètes, II: Nouvelles exemplaires suivi de Les Épreuves et travaux de Persilès et Sigismunda (a cura di Jean Canavaggio con la collaborazione di Claude Allaigre e Jean-Marc Pelorson, 2001)
- 481. Colette, Œuvres, IV (a cura di Alain Brunet e Claude Pichois con la collaborazione di Marie-Christine Bellosta, Marie-Françoise Berthu-Courtivron, Léon Delanoë, Francine Dugast, Jacques Dupont, Jacques Frugier, Michel Mercier, Michel Murat e Yannick Resch, 2001)
- 482. Pessoa, Œuvres poétiques (a cura di Patrick Quillier, prefazione di Robert Bréchon, 2001)
- 483. Augustin (saint), Œuvres, III: Philosophie, catéchèse, polémique (a cura di Lucien Jerphagnon, 2002)
- 484. Nouvelles du XVIIIe siècle (a cura di Henri Coulet, 2002)
- 485. Queneau, Œuvres complètes, II: Romans, I (a cura di Henri Godard con la collaborazione di Jean-Philippe Coen, Jean-Pierre Longre, Suzanne Meyer-Bagoly, Gilbert Pestureau, Emmanuël Souchier e Madeleine Velguth, 2002)
- 486. Brontë, Wuthering Heights et autres romans (1847-1848) (a cura di Dominique Jean con la collaborazione di Michel Fuchs e Annie Regourd, 2002)
- 487. Ponge, Œuvres complètes, II (a cura di Bernard Beugnot, 2002)
- 488. Gautier, Romans, contes et nouvelles, I (a cura di Pierre Laubriet, 2002)
- 489. Gautier, Romans, contes et nouvelles, II (a cura di Pierre Laubriet, 2002)
- 490. Ibn Khaldûn, Le Livre des Exemples, I (a cura di Abdesselam Cheddadi, 2002)
- 491. Genet, Théâtre complet (a cura di Michel Corvin e Albert Dichy, 2002)
- 492. Scott, Waverley et autres romans (a cura di Sylvère Monod e Jean-Yves Tadié con la collaborazione di Alain Jumeau e Henri Suhamy, 2003)
- 493. Aragon, Œuvres romanesques complètes, III (a cura di Daniel Bougnoux con la collaborazione di Bernard Leuilliot, 2003)
- 494. Philosophes Taoïstes, II (a cura di Charles Le Blanc e Rémi Mathieu, 2003)
- 495. Simenon, Romans, I (a cura di Jacques Dubois con la collaborazione di Benoît Denis, 2003)
- 496. Simenon, Romans, II (a cura di Jacques Dubois con la collaborazione di Benoît Denis, 2003)
- 497. Mallarmé, Œuvres complètes, II (a cura di Bertrand Marchal, 2003)
- 498. Le Livre du Graal, II (a cura di Daniel Poirion e Philippe Walter, 2003)
- 499. Leiris, La Règle du jeu (a cura di Denis Hollier, 2003)
- 500. Cocteau, Théâtre complet (a cura di Michel Décaudin, 2003)
- 501. James, Nouvelles complètes, I: 1864-1876 (a cura di Annick Duperray, 2003)
- 502. James, Nouvelles complètes, II: 1877-1888 (a cura di Évelyne Labbé, 2003)
- 503. Tocqueville, Œuvres, III (introduzione di François Furet e Françoise Mélonio, 2004)
- 504. La Légende Dorée de Jacques de Voragine (a cura di Alain Boureau, 2004)
- 505. Boulgakov, Œuvres, II: Le Maître et Marguerite et autres romans. Théâtre (a cura di Jean-Louis Chavarot e Françoise Flamant con la collaborazione di Christiane Rouquet e Édith Scherrer, 2004)
- 506. Michaux, Œuvres complètes, III (a cura di Raymond Bellour con la collaborazione di Ysé Tran, 2004)
- 507. Melville, Œuvres, II: Redburn. Vareuse-Blanche (a cura di Philippe Jaworski con la collaborazione di Michel Imbert, Hershel Parker e Joseph Urbas, 2004)
- 508. Malraux, Œuvres complètes, IV: Écrits sur l'art, I (a cura di Jean-Yves Tadié con la collaborazione di Adrien Goetz, Christiane Moatti e François de Saint-Cheron, 2004)
- 509. Malraux, Œuvres complètes, V: Écrits sur l'art, II (a cura di Henri Godard con la collaborazione di Adrien Goetz, Moncef Khémiri e François de Saint-Cheron, 2004)
- 510. Libertins du XVIIe siècle, II (a cura di Jacques Prévot, 2004)
- 511. Bataille, Romans et récits (a cura di Jean-François Louette con la collaborazione di Gilles Ernst, Marina Galletti, Cécile Moscovitz, Gilles Philippe e Emmanuel Tibloux, 2004)
- 512. Sartre, Théâtre complet (a cura di Michel Contat con la collaborazione di Jacques Deguy, Ingrid Galster, Geneviève Idt, John Ireland, Jacques Lecarme, Jean-François Louette, Gilles Philippe, Michel Rybalka e Sandra Teroni, 2005)
- 513. Stevenson, Œuvres, II: Le Maître de Ballantrae et autres romans (a cura di Charles Ballarin e Marc Porée con la collaborazione di Mathieu Duplay, Patrick Hersant, Alain Jumeau e Marie-Anne de Kisch, 2005)
- 514. Morand, Romans (a cura di Michel Collomb con la collaborazione di Marc Dambre, Catherine Douzou, Vincent Giroud, Jacques Lecarme, Daniel-Henri Pageaux e Christian Petr, 2005)
- 515. Les milles et une nuits, I: Nuits 1-327 (a cura di André Miquel e Jamel Eddine Bencheikh, 2005)
- 516. Écrits apocryphes Chrétiens, II (a cura di Pierre Geoltrain e Jean-Daniel Kaestli, 2005)
- 517. Ramuz, Romans, I (a cura di Doris Jakubec, 2005)
- 518. Ramuz, Romans, II (a cura di Doris Jakubec, 2005)
- 519. Anthologie bilingue de la poésie anglaise (a cura di Paul Bensimon, Bernard Brugière, François Piquet e Michel Remy, 2005)
- 520. Romanciers libertins du XVIIIe siècle, II (a cura di Wald Lasowski, 2005)
- 521. Gorki, Œuvres (a cura di Jean Pérus e Guy Verret con la collaborazione di Rose Lafoy, Marc Pradoux e André Stratonovitch, 2005)
- 522. Simon, Œuvres, I (a cura di Alastair B. Duncan con la collaborazione di Jean H. Duffy, 2006)
- 523. Théâtre de l'Inde ancienne (a cura di Lyne Bansat-Boudon, 2006)
- 524. Cocteau, Œuvres romanesques complètes (a cura di Serge Linares, 2006)
- 525. Melville, Œuvres, III: Moby-Dick. Pierre ou les Ambiguïtés (a cura di Philippe Jaworski con la collaborazione di Marc Amfreville, Dominique Marçais, Mark Niemeyer e Hershel Parker, 2006)
- 526. Les milles et une nuits, II: Nuits 327-719 (a cura di André Miquel e Jamel Eddine Bencheikh, 2006)
- 527. Les milles et une nuits, III: Nuits 719-1001 et Appendices (a cura di André Miquel e Jamel Eddine Bencheikh, 2006)
- 528. Balzac, Correspondance, I: 1809-1835 (a cura di Roger Pierrot e Hervé Yon, 2006)
- 529. Ibsen, Théâtre (a cura di Régis Boyer, 2006)
- 530. Queneau, Œuvres complètes, III: Romans, II (a cura di Henri Godard con la collaborazione di Jean-Philippe Coen, Daniel Delbreil, Paul Gayot, Anne Marie Jaton, Jean-Yves Pouilloux e Emmanuël Souchier, 2006)
- 531. Scott, Ivanhoé et autres romans (a cura di Sylvère Monod et Jean-Yves Tadié con la collaborazione di Philippe Jaudel, Pierre Morère e Henri Suhamy, 2007)
- 532. Buffon, Œuvres (2007)
- 533. Aragon, Œuvres poétiques complètes, I (a cura di Olivier Barbarant con la collaborazione di Daniel Bougnoux, François Eychart, Marie-Thérèse Eychart, Nathalie Limat-Letellier e Jean-Baptiste Para, 2007)
- 534. Aragon, Œuvres poétiques complètes, II (a cura di Olivier Barbarant con la collaborazione di Jamel Eddine Bencheikh, François Eychart, Marie-Thérèse Eychart, Philippe Forest e Bernard Leuilliot, 2007)
- 535. Faulkner, Œuvres romanesques, IV (a cura di Alain Geoffroy, François Pitavy e Jacques Pothier, 2007)
- 536. Anouilh, Théâtre, I (a cura di Bernard Beugnot, 2007)
- 537. Anouilh, Théâtre, II (a cura di Bernard Beugnot, 2007)
- 538. Écrits gnostiques (a cura di Jean-Pierre Mahé e Paul-Hubert Poirier, 2007)
- 539. Flaubert, Correspondance, V: gennaio 1876-maggio 1880 (a cura di Jean Bruneau e Yvan Leclerc con la collaborazione di Jean-François Delesalle, Jean-Benoît Guinot e Joëlle Robert, 2007)
- 539bis. Flaubert, Index général de la Correspondance (a cura di Jean-Benoît Guinot con la collaborazione di Matthieu Desportes, Marie-Paule Dupuy, Maurice Gasnier, Jean-Paul Levasseur, Christophe Oberle e Yvan Leclerc, 2007)
- 540. Jünger, Journaux de guerre, I: 1914-1918 (a cura di Julien Hervier con la collaborazione di Pascal Mercier e François Poncet, 2008)
- 541. Jünger, Journaux de guerre, II: 1939-1948 (a cur adi Julien Hervier con la collaborazione di Pascal Mercier e François Poncet, 2008)
- 542. Brontë, Jane Eyre précédé de Œuvres de jeunesse (1826-1847) (a cura di Dominique Jean con la collaborazione di Sylviane Chardon, Robert Davreu e Michel Fuchs, 2008)
- 543. Lévi-Strauss, Œuvres (a cura di Vincent Debaene, Frédéric Keck, Marie Mauzé e Martin Rueff, 2008)
- 544. Breton, Œuvres complètes, IV: Écrits sur l'art et autres textes (a cura di Marguerite Bonnet, 2008)
- 545. Aragon, Œuvres romanesques complètes, IV (a cura di Daniel Bougnoux con la collaborazione di Bernard Leuilliot e Nathalie Piégay-Gros, 2008)
- 546. Shakespeare, Œuvres complètes, III: Histoires, I (a cura di Jean-Michel Déprats e Gisèle Venet con la collaborazione di Line Cottegnies, Anny Crunelle-Vanrigh, Marie-Thérèse Jones-Davies, Yves Peyré e Henri Suhamy, 2008)
- 547. Shakespeare, Œuvres complètes, IV: Histoires, II (a cura di Jean-Michel Déprats e Gisèle Venet con la collaborazione di Gilles Bertheau, Marie-Thérèse Jones-Davies, Henri Suhamy e Catherine Treilhou-Balaudé, 2008)
- 548. Camus, Œuvres complètes, III: 1949-1956 (a cura di Raymond Gay-Crosier con la collaborazione di Robert Dengler, Eugène Kouchkine, Samantha Novello, Gilles Philippe, Franck Planeille, Pierre-Louis Rey, Agnès Spiquel-Courdille, Philippe Vanney, David H. Walker e Maurice Weyembergh, 2008)
- 549. Camus, Œuvres complètes, IV: 1957-1959 (a cura di Raymond Gay-Crosier con la collaborazione di Robert Dengler, Eugène Kouchkine, Gilles Philippe, Franck Planeille, Pierre-Louis Rey, Alain Schaffner, Agnès Spiquel-Courdille, Philippe Vanney, David H. Walker e Maurice Weyembergh, 2008)
- 550. Paz, Œuvres (a cura di Jean-Claude Masson, 2008)
- 551. Gide, Romans et récits. Œuvres lyriques et dramatiques, II (a cura di Pierre Masson con la collaborazione di Jean Claude, Céline Dhérin, Alain Goulet e David H. Walker, 2009)
- 552. Calvin, Œuvres (a cura di Francis Higman e Bernard Roussel, 2009)
- 553. Simenon, Pedigree et autres romans (a cura di Benoît Denis e Jacques Dubois, 2009)
- 554. Le Livre du Graal, III (a cura di Daniel Poirion e Philippe Walter, 2009)
- 555. Théâtre élisabéthain, I (a cura di Line Cottegnies, François Laroque e Jean-Marie Maguin, 2009)
- 556. Théâtre élisabéthain, II (a cura di Line Cottegnies, François Laroque e Jean-Marie Maguin, 2009)
- 557. Philosophes confucianistes (a cura di Charles Le Blanc e Rémi Mathieu, 2009)
- 558. Céline, Lettres 1907-1961 [scelta] (a cura di Henri Godard e Jean Paul Louis, 2009)
- 559. Melville, Œuvres, IV: Bartleby le scribe. Billy Budd, marin et autres romans (a cura di Philippe Jaworski con la collaborazione di David Lapoujade e Hershel Parker, 2010)
- 560. Sartre, Les Mots et autres écrits autobiographiques (a cura di Jean-François Louette con la collaborazione di Gilles Philippe e Juliette Simont, 2010)
- 561. Nabokov, Œuvres romanesques complètes, II (a cura di Maurice Couturier, 2010)
- 562. Vian, Œuvres romanesques complètes, I (a cura di Marc Lapprand con la collaborazione di Christelle Gonzalo e François Roulmann, 2010)
- 563. Vian, Œuvres romanesques complètes, II (a cura di Marc Lapprand con la collaborazione di Christelle Gonzalo e François Roulmann, 2010)
- 564. Les Épicuriens (a cura di Daniel Delattre e Jackie Pigeaud, 2010)
- 565. Diderot, Œuvres philosophiques (a cura di Michel Delon con la collaborazione di Barbara De Negroni, 2010)
- 566. Malraux, Œuvres complètes, VI: Essais (a cura di Jean-Yves Tadié con la collaborazione di Philippe Delpuech, Christiane Moatti e François de Saint-Cheron, 2010)
- 567. Kundera, Œuvres, I (traduzioni delle opere in ceco di Marcel Aymonin e François Kérel, 2011)
- 568. Kundera, Œuvres, II (2011)
- 569. Quincey, Œuvres (a cura di Pascal Aquien, 2011)
- 570. James, Nouvelles complètes, III: 1888-1898 (a cura di Annick Duperray, 2011)
- 571. James, Nouvelles complètes, IV: 1898-1910 (a cura di Évelyne Labbé, 2011)
- 572. Duras, Œuvres complètes, I (a cura di Gilles Philippe, 2011)
- 573. Duras, Œuvres complètes, II (a cura di Gilles Philippe, 2011)
- 574. Cioran, Œuvres (a cura di Nicolas Cavaillès con la collaborazione di Aurélien Demars, 2011)
- 575. Balzac, Correspondance, II: 1836-1841 (a cura di Roger Pierrot e Hervé Yon, 2011)
- 576. Woolf, Œuvres romanesques, I (a cura di Jacques Aubert, 2012)
- 577. Woolf, Œuvres romanesques, II (a cura di Jacques Aubert, 2012)
- 578. Drieu La Rochelle, Romans, nouvelles, récits (a cura di Jean-François Louette con la collaborazione di Hélène Baty-Delalande, Julien Hervier e Nathalie Piégay-Gros, 2012)
- 579. Jules Verne, Voyages extraordinaires, I: Les Enfants du capitaine Grant. Vingt mille lieues sous les mers (a cura di Jean-Luc Steinmetz, 2012)
- 580. Jules Verne, Voyages extraordinaires, II: L'île mystérieuse. Le sphinx des glaces (a cura di Jean-Luc Steinmetz, 2012)
- 581. Fitzgerald, Romans, nouvelles et récits, I (a cura di Philippe Jaworski, 2012)
- 582. Fitzgerald, Romans, nouvelles et récits, II (a cura di Philippe Jaworski, 2012)
- 583. Saint Jean de la Croix-Thérèse d'Avila, Œuvres (a cura di Jean Canavaggio con la collaborazione di Claude Allaigre, Jacques Ancet e Joseph Pérez, 2012)
- 584. Aragon, Œuvres romanesques complètes, V (a cura di Daniel Bougnoux con la collaborazione di Philippe Forest, 2012)
- 585. Ibn Khaldûn, Le Livre des Exemples, II (a cura di Abdesselam Cheddadi, 2012)
- 586. Simon, Œuvres, II (a cura di Alastair B. Duncan con la collaborazione di Bérénice Bonhomme e David Zemmour, 2013)
- 587. Zweig, Romans, nouvelles et récits, I (a cura di Jean-Pierre Lefebvre, 2013)
- 588. Zweig, Romans, nouvelles et récits, II (a cura di Jean-Pierre Lefebvre, 2013)
- 589. Cendrars, Œuvres autobiographiques complètes, I (a cura di Claude Leroy con la collaborazione di Michèle Touret, 2013)
- 590. Cendrars, Œuvres autobiographiques complètes, II (a cura di Claude Leroy con la collaborazione di Jean-Carlo Flückiger e Christine Le Quellec Cottier, 2013)
- 591. Shakespeare, Œuvres complètes, V: Comédies, I (a cura di Jean-Michel Déprats e Gisèle Venet con la collaborazione di Line Cottegnies e Yves Peyré, 2013)
- 592. Austen, Œuvres romanesques complètes, II (a cura di Pierre Goubert con la collaborazione di Guy Laprevotte e Jean-Paul Pichardie, 2013)
- 593. Pline l'Ancien, Histoire naturelle (a cura di Stéphane Schmitt, 2013)
- 594. Philippe Jaccottet, Œuvres (a cura di José-Flore Tappy con la collaborazione di Hervé Ferrage, Doris Jakubec e Jean-Marc Sourdillon, prefazione di Fabio Pusterla, 2014)
- 595. Madame de Lafayette, Œuvres complètes (a cura di Camille Esmein-Sarrazin, 2014)
- 596. Duras, Œuvres complètes, III (a cura di Gilles Philippe, 2014)
- 597. Duras, Œuvres complètes, IV (a cura di Gilles Philippe, 2014)
- s.n. Sade, Justine et autres romans (2014)[12]
- 598. François Villon, Œuvres complètes (a cura di Jacqueline Cerquiglini-Toulet con la collaborazione di Laëtitia Tabard, 2014)
- 599. Frankenstein et autres romans gothiques (2014)[13]
- 600. Michel Leiris, L'Âge d'homme précédé de L'Afrique fantôme (a cura di Denis Hollier con la collaborazione di Francis Marmande e Catherine Maubon, 2014)
- 601. Aristote, Œuvres: Éthiques, Politique, Rhétorique, Poétique, Métaphysique (a cura di Richard Bodéüs, 2014)
- 602. Anthologie de la poésie chinoise (a cura di Rémi Mathieu con la collaborazione di Chantal Chen-Andro, Stéphane Feuillas, Florence Hu-Sterk, Rainier Lanselle, Sandrine Marchand, François Martin e Martine Vallette-Hémery, 2015)
- 603. Virgile, Œuvres complètes (a cura di Jeanne Dion, Philippe Heuzé e Alain Michel, 2015)
- 604. Mark Twain, Œuvres (a cura di Philippe Jaworski con la collaborazione di Thomas Constantinesco, 2015)
- 605. Jean d'Ormesson, Œuvres (a cura di Bernard Degout, prefazioni di Marc Fumaroli e dell'autore, 2015)
- 606. Bernanos, Œuvres romanesques suivi de Dialogues des carmélites, II (a cura di Jacques Chabot, Monique Gosselin-Noat, Sarah Lacoste, Philippe Le Touzé, Guillaume Louet e Andre Not, 2015)
- 607. Michel Foucault, Œuvres, I (a cura di Frédéric Gros con la collaborazione di Jean-François Bert, Daniel Defert, Francois Delaporte e Philippe Sabot, 2015)
- 608. Michel Foucault, Œuvres, II (a cura di Frédéric Gros con la collaborazione di Philippe Chevallier, Daniel Defert, Bernard Harcourt, Martin Rueff e Michel Senellart, 2015)
- 609. Henry James, Un portrait de femme et autres romans (a cura di Évelyne Labbé con la collaborazione di Anne Battesti e Claude Grimal, 2016)
- 610. Mario Vargas Llosa, Œuvres romanesques, I (a cura di Stéphane Michaud, 2016)
- 611. Mario Vargas Llosa, Œuvres romanesques, II (a cura di Stéphane Michaud, 2016)
- 612. Jules Verne, Voyages extraordinaires, III: Voyage au centre de la terre et autres romans (a cura di Jean-Luc Steinmetz, 2016)
- 613. Shakespeare, Œuvres complètes, VI: Comédies et poésie lyrique, II (a cura di Jean-Michel Déprats e Gisèle Venet con la collaborazione di Line Cottegnies, Margaret Jones-Davies, Jean-Pierre Maquerlot, Henri Suhamy e Gisèle Venet, 2016)
- 614. Shakespeare, Œuvres complètes, VII: Comédies et poésie lyrique, III (a cura di Jean-Michel Déprats e Gisèle Venet con la collaborazione di Line Cottegnies, Anny Crunelle-Vanrigh, Margaret Jones-Davies, Jean-Pierre Maquerlot e Gisèle Venet, 2016)
- 615. Jack London, Romans, récits et nouvelles, I (a cura di Philippe Jaworski, 2016)
- 616. Jack London, Romans, récits et nouvelles, II (a cura di Philippe Jaworski, 2016)
- 617. Premiers écrits chrétiens (a cura di Bernard Pouderon, Jean-Marie Salamito e Vincent Zarini, 2016)
- 618. Faulkner, Œuvres romanesques, V (a cura di François Pitavy e Jacques Pothier, 2016)
- 619. Michel Tournier, Romans suivi de Le Vent Paraclet (a cura di Arlette Bouloumié con la collaborazione di Jacques Poirier e Jean-Bernard Vray, 2017)
- 620. Faulkner, Nouvelles (a cura di François Pitavy, 2017)
- 621. Madame de Staël, Œuvres (a cura di Catriona Seth con la collaborazione di Valérie Cossy, 2017)
- 622. Luther, Œuvres, II (a cura di Matthieu Arnold e Marc Lienhard, 2017)
- 623. Georges Perec, Œuvres, I (a cura di Christelle Reggiani con la collaborazione di Dominique Bertelli, Claude Burgelin, Florence de Chalonge, Maxime Decout e Yannick Séité, 2017)
- 624. Georges Perec, Œuvres, II (a cura di Christelle Reggiani con la collaborazione di Claude Burgelin, Maxime Decout, Maryline Heck e Jean-Luc Joly, 2017)
- 625. Philip Roth, Romans et nouvelles (1959-1977) (a cura di Brigitte Félix, Aurélie Guillain, Paule Lévy e Ada Savin. Prefazione di Philippe Jaworski, 2017)
- 626. Jules Verne, Voyages extraordinaires, IV: Michel Strogoff et autres romans (a cura di Jean-Luc Steinmetz con la collaborazione di Jacques-Remi Dahan, Marie-Hélène Huet e Henri Scepi, 2017)
- 627. Balzac, Correspondance, III: 1842-1850 (a cura di Roger Pierrot e Hervé Yon, 2017)
- 628. Blaise Cendrars, Œuvres romanesques, I (a cura di Claude Leroy con la collaborazione di Jean-Carlo Flückiger e Christine Le Quellec Cottier, 2017)
- 629. Blaise Cendrars, Œuvres romanesques, II (a cura di Claude Leroy con la collaborazione di Marie-Paule Berranger, Myriam Boucharenc, Jean-Carlo Flückiger e Christine Le Quellec Cottier, 2017)
- 630. Stevenson, Œuvres, III: Veillées des Îles - Derniers romans (a cura di Charles Ballarin e Marc Porée, 2018)
- 631. Sören Kierkegaard, Œuvres, I (a cura di Régis Boyer con la collaborazione di Michel Forget, 2018)
- 632. Sören Kierkegaard, Œuvres, II (a cura di Régis Boyer con la collaborazione di Michel Forget, 2018)
- 633. Simone de Beauvoir, Mémoires, I (a cura di Jean-Louis Jeannelle e Éliane Lecarme-Tabone, 2018)
- 634. Simone de Beauvoir, Mémoires, II (a cura di Jean-Louis Jeannelle e Éliane Lecarme-Tabone, 2018)
- 635. Jean d'Ormesson, Œuvres, II (a cura di Philippe Berthier, 2018)
- 636. Lais du Moyen Âge. Récits de Marie de France et d'autres auteurs (XIIe-XIIIe siècle) (a cura di Philippe Walter, 2018)
- 637. Nietzsche, Œuvres, II (a cura di Marc de Launay con la collaborazione di Dorian Astor, 2019)
- 638. Dracula et autres écrits vampiriques (a cura di Alain Morvan, 2019, 2025)[14]
- 639. Romain Gary, Romans et récits, I (a cura di Mireille Sacotte con la collaborazione di Firyel Abdeljaouad, Marie-Anne Arnaud Toulouse e Denis Labouret, 2019)
- 640. Romain Gary, Romans et récits, I (a cura di Mireille Sacotte con la collaborazione di Firyel Abdeljaouad, Marie-Anne Arnaud Toulouse, Denis Labouret e Kerwin Spire, 2019)
- 641. Georges Duby, Œuvres (a cura di Felipe Brandi, prefazione di Pierre Nora, 2019)
- 642. Joris-Karl Huysmans, Romans et nouvelles (a cura di André Guyaux e Pierre Jourde, 2019)
- 643. Écrits spirituels du Moyen Âge (a cura di Cédric Giraud, 2019)
- 644. George Sand, Romans, I (a cura di José-Luis Diaz con la collaborazione di Olivier Bara e Brigitte Diaz, 2019)
- 645. George Sand, Romans, II (a cura di José-Luis Diaz con la collaborazione di Olivier Bara e Brigitte Diaz, 2019)
- 646. Alain-Fournier, Le Grand Meaulnes suivi de Choix de lettres, de documents et d'esquisses (a cura di Philippe Berthier, 2020)
- 647. George Sand, Middlemarch précédé de Le Moulin sur la Floss (a cura di Alain Jumeau, 2020)
- 648. Nabokov, Œuvres romanesques complètes, III (a cura di Maurice Couturier, 2021)
- 649. Joseph Kessel, Romans et récits, I (a cura di Serge Linkès, 2020)
- 650. Joseph Kessel, Romans et récits, II (a cura di Serge Linkès, 2020)
- 651. George Orwell, Œuvres (a cura di Philippe Jaworski, 2020)
- 652. Anthologie bilingue de la poésie latine (a cura di Philippe Heuzé, 2020)
- 653. Victor Segalen, Œuvres, I (a cura di Christian Doumet, 2020)
- 654. Victor Segalen, Œuvres, II (a cura di Christian Doumet, 2020)
- 655. Shakespeare, Œuvres complètes, VIII: Sonnets et autres poèmes (a cura di Jean-Michel Déprats et Gisèle Venet, 2021)
- 656. Jean Genet, Romans et poèmes (a cura di Emmanuelle Lambert e Gilles Philippe con la collaborazione di Albert Dichy, 2021)
- 657. Flaubert, Œuvres complètes, IV: 1863-1874 (a cura di Gisèle Séginger, con la collaborazione di Philippe Dufour e Roxane Martin, 2021)
- 658. Flaubert, Œuvres complètes, V: 1874-1880 (a cura di Stéphanie Dord-Crouslé, Anne Herschberg Pierrot, Jacques Neefs e Pierre-Louis Rey, 2021)
- 659. Dante Alighieri, La Divine Comédie (a cura di Carlo Ossola, trad. Jacqueline Risset, 2021)
- 660. L'Espèce humaine et autres écrits des camps (a cura di Dominique Moncond'huy con la collaborazione di Michele Rosellini e Henri Scepi, 2021)
- 661. Louise Labé, Œuvres complètes (a cura di Mireille Huchon, 2021)
- 662. Feydeau, Théâtre (a cura di Violaine Heyraud, 2021)
- 663. Philip Roth, Romans et récits (1979-1991) (a cura di Philippe Jaworski, 2022)
- 664. Charlotte Brontë, Shirley. Villette 1849-1853 (a cura di Dominique Jean, prefazione di Laurent Bury, 2022)
- 665. Histoire Auguste et autres historiens païens (a cura di Stephane Ratti, 2022)
- 666. John Steinbeck, Romans (a cura di Marie-Christine Lemardeley-Cunci, 2023)
- 667. Yves Bonnefoy, Œuvres poétiques (a cura di Odile Bombarde, Patrick Labarthe, Daniel Lançon, Patrick Née e Jérôme Thélot, 2023)
- 668. Nietzsche, Œuvres, III: Ainsi parlait Zarathoustra et autres récits (a cura di Marc de Launay e Dorian Astor, 2023)
- 669. Dumas, Le Vicomte de Bragelonne (a cura di Jean-Yves Tadié, 2023)
- 670. Jules Verne, Voyages extraordinaires, V: L’École des Robinsons et autres romans (a cura di Jean-Luc Steinmetz, 2024)
- 671. Mireille Huchon (a cura di), La Pléiade. Poésie, poétique (2024)
- 672. Italo Calvino, Romans (a cura di Yves Hersant, 2024)
- 673. H.P. Lovecraft, Récits (a cura di Philippe Jaworski, 2024)
- 674. D.H. Lawrence, L'Amant de Lady Chatterley et autres romans (a cura di Marc Porée e Laurent Bury, 2024)
- 675. Descartes, Œuvres, II (a cura di Denis Kambouchner, 2024)
- 676. Zola, Les Trois Villes (a cura di Jacques Noiray, 2025)
- 677. Aragon, Essais littéraires (a cura di Olivier Barbarant con la collaborazione di Marie-Thérèse Eychart e Dominique Massonnaud, 2025)
- 678. Arthur Conan Doyle, Sherlock Holmes, I (a cura di Alain Morvan con la collaborazione di Claude Ayme, Baudouin Millet e Mickael Popelard, 2025)
- 679. Arthur Conan Doyle, Sherlock Holmes, II (a cura di Alain Morvan con la collaborazione di Laurent Curelly, Baudouin Millet e Mickael Popelard, 2025)

- in preparazione
- Balzac, Œuvres diverses, III
- Joseph Conrad, Au cœur des ténèbres et autres écrits
- Hugo, Œuvres poétiques, IV e V
- Montherlant, Essais, II
- Philip Roth, Romans et récits (1993-2007)
- Vigny, Œuvres complètes, III

## Gli album
Ogni anno, dal 1960, oltre ai volumi sopra elencati, l'editore offre gratuitamente a chi compra almeno tre volumi nei giorni della "Quinzaine de la Pléiade" un album, con note biografiche e fotografie. Non vengono messi in vendita né più ristampati, e per questo diventano spesso oggetto di ricerca dei bibliofili.
- Dictionnaire des auteurs de la Pléiade (1960), a cura di Jean-Jacques Thierry
- Anthologie sonore (1961)
- 1. Honoré de Balzac (1962), a cura di Jean A. Ducourneau
- 2. Émile Zola (1963), a cura di Henri Mitterand e Jean Vidal
- 3. Victor Hugo (1964), a cura di Martine Écalle e Violaine Lumbroso
- 4. Marcel Proust (1965), a cura di Pierre Clarac e André Ferré
- 5. Stendhal (1966), a cura di Victor Del Litto
- 6. Arthur Rimbaud (1967), a cura di Henri Matarasso e Pierre Petitfils
- 7. Paul Éluard (1968), a cura di Roger-Jean Ségalat
- 8. Saint-Simon (1969), a cura di Georges Poisson
- 9. Théâtre classique (1970), a cura di Sylvie Chevalley
- 10. Guillaume Apollinaire (1971), a cura di Pierre-Marcel Adéma e Michel Décaudin
- 11. Gustave Flaubert (1972), a cura di Jean Bruneau e Jean A. Ducourneau
- 12. George Sand (1973), a cura di Georges Lubin
- 13. Charles Baudelaire (1974), a cura di Claude Pichois
- 14. Dostoïevski (1975), a cura di Gustave Aucouturier e Claude Menuet
- 15. Jean-Jacques Rousseau (1976), a cura di Bernard Gagnebin
- 16. Louis-Ferdinand Céline (1977), a cura di Jacques Boudillet e Jean-Pierre Dauphin
- 17. Blaise Pascal (1978), a cura di Bernard Dorival
- 18. Henry de Montherlant (1979), a cura di Pierre Sipriot
- 19. Jean Giono (1980), a cura di Henri Godard
- 20. Paul Verlaine (1981), a cura di Pierre Petitfils
- 21. Albert Camus (1982), a cura di Roger Grenier
- 22. Voltaire (1983), a cura di Jacques Van den Heuvel
- 23. Colette (1984), a cura di Claude Pichois e Vincenette Pichois
- 24. André Gide (1985), a cura di Maurice Nadeau
- 25. André Malraux (1986), a cura di Jean Lescure
- 26. Guy de Maupassant (1987), a cura di Jacques Réda
- 27. Chateaubriand (1988), a cura di Jean d'Ormesson
- 28. Écrivains de la Révolution (1989), a cura di Pierre Gascar
- 29. Lewis Carroll (1990), a cura di Jean Gattégno
- 30. Jean-Paul Sartre (1991), a cura di Annie Cohen-Solal
- 31. Jacques Prévert (1992), a cura di André Heinrich
- 32. Gérard de Nerval (1993), a cura di Éric Buffetaud e Claude Pichois
- 33. Saint-Exupéry (1994), a cura di Frédéric d'Agay e Jean-Daniel Pariset
- 34. William Faulkner (1995), a cura di Michel Mohrt
- 35. Oscar Wilde (1996), a cura di Jean Gattégno e Merlin Holland
- 36. Louis Aragon (1997), a cura di Jean Ristat
- 37. Julien Green (1998), a cura di Jean-Éric Green
- 38. Jorge Luis Borges (1999), a cura di Jean Pierre Bernès
- 39. Un siècle NRF (2000), a cura di François Nourissier
- 40. Marcel Aymé (2001), a cura di Michel Lécureur
- 41. Raymond Queneau (2002), a cura di Anne-Isabelle Queneau
- 42. Georges Simenon (2003), a cura di Pierre Hebey
- 43. Denis Diderot (2004), a cura di Michel Delon
- 44. Mille et une nuits (2005), a cura di Margaret Sironval
- 45. Jean Cocteau (2006), a cura di Pierre Bergé
- 46. Montaigne (2007), a cura di Jean Lacouture
- 47. André Breton (2008), a cura di Robert Kopp
- 48. Graal (2009), a cura di Philippe Walter
- 49. Molière (2010), a cura di François Rey
- 50. Paul Claudel (2011), a cura di Guy Goffette
- 51. Jules Verne (2012), a cura di François Angelier
- 52. Blaise Cendrars (2013), a cura di Laurence Campa
- 53. Marguerite Duras (2014), a cura di Christiane Blot-Labarrère
- 54. Giacomo Casanova (2015), a cura di Michel Delon
- 55. William Shakespeare (2016), a cura di Denis Podalydès
- 56. Georges Perec (2017), a cura di Claude Burgelin
- 57. Simone de Beauvoir (2018), a cura di Sylvie Le Bon de Beauvoir
- 58. Romain Gary (2019), a cura di Maxime Decout
- 59. Joseph Kessel (2020), a cura di Gilles Heuré
- 60. Gustave Flaubert (2021), a cura di Yvan Leclerc
- 61. Franz Kafka (2022), a cura di Stéphane Pesnel
- 62. Céline (2023), a cura di Frédéric Vitoux
- 63. Charles Baudelaire (2024), a cura di Stéphane Guégan
- 64. Sherlock Holmes (2025), a cura di Baudouin Millet

## L'Encyclopédie de la Pléiade
Fondata nel 1954 e diretta da Raymond Queneau, sono apparse 53 edizioni di 49 volumi (dal 1956 al 1991):
- 1. Histoire des Littératures, tomo I: Littératures anciennes, orientales et orales, a cura di Raymond Queneau (1956; con prefazione di Jean Grosjean, 1978)
- 2. Histoire universelle, tomo I: Des origines à l'Islam, a cura di Émile G. Léonard con la collaborazione di René Grousset (1956)
- 3. Histoire des littératures, tomo II: Littératures occidentales, a cura di Raymond Queneau (1956; Littératures étrangères d'Europe, 1968)
- 4. Histoire universelle, tomo II: De l'Islam à la Réforme, a cura di Émile G. Léonard con la collaborazione di René Grousset (1957)
- 5. Histoire de la science. Des origines au XXe siècle, a cura di Maurice Daumas (1957)
- 6. Histoire universelle, tomo III: De la Réforme à nos jours, a cura di Émile G. Léonard con la collaborazione di René Grousset (1958)
- 7. Histoire des littératures, tomo III: Littératures françaises, connexes et marginales, a cura di Raymond Queneau (1958; 1978)
- 8. La Terre, a cura di Jean Goguel (1959; Géophysique, 1971)
- 9. Histoire de la musique, tomo I: Des origines à Jean-Sébastien Bach, a cura di Roland-Manuel (1960)
- 10. Botanique, a cura di Fernand Moreau (1960)
- 11. L'Histoire et ses méthodes, a cura di Charles Samaran (1961)
- 12. Histoire de l'Art, tomo I: Le Monde non-chrétien, a cura di Pierre Devambez (1961)
- 13. Astronomie, a cura di Évry Schatzman (1962)
- 14. Zoologie, tomo I: Généralités – Protozoaires – Métazoaires, I, a cura di Andrée Tétry con la collaborazione di Pierre-Paul Grassé (1963)
- 15. Zoologie, tomo II: Les Arthropodes: Métazoaires, II, a cura di Andrée Tétry con la collaborazione di Pierre-Paul Grassé (1964)
- 16. Histoire de la musique, tomo II: Du XVIIIe siècle à nos jours, a cura di Roland-Manuel (1963)
- 17. Histoire de l'Art, tomo III: Renaissance – Baroque – Romantisme, a cura di Jean Babelon (1965)
- 18. Biologie, a cura di Andrée Tétry con la collaborazione di Jean Rostand (1965)
- 19. Histoire des spectacles, a cura di Guy Dumur (1965)
- 20. Géographie générale, a cura di André Journaux con la collaborazione di Pierre Deffontaines e Mariel Jean-Brunhes Delamarre (1966)
- 21. Histoire de l'Art, tomo II: L'Europe médiévale, a cura di Jean Babelon (1966)
- 22. Logique et connaissance scientifique, a cura di Jean Piaget (1967)
- 23. Jeux et sports, a cura di Roger Caillois (1968)
- 24. Ethnologie générale, a cura di Jean Poirier (1968)
- 25. Le Langage, a cura di André Martinet (1968)
- 26. Histoire de la philosophie, tomo I: Orient – Antiquité – Moyen Âge, a cura di Brice Parain (1969)
- 27. Physiologie, a cura di Maurice Fontaine (1969)
- 28. Histoire de l'Art, tomo IV: Du Réalisme à nos jours, a cura di Bernard Dorival (1969)
- 29. Histoire des Religions, tomo I, a cura di Henri-Charles Puech (1970)
- 30. Zoologie, tomo III: Métazoaires, III, a cura di Andrée Tétry (1972)
- 31. Géologie, tomo I, a cura di Jean Goguel (1972)
- 32. La France et les Français, a cura di Michel François (1972)
- 33. Ethnologie régionale, tomo I: Afrique – Océanie, a cura di Jean Poirier (1972)
- 34. Histoire des Religions, tomo II, a cura di Henri-Charles Puech (1973)
- 35. Géologie, tomo II, a cura di Jean Goguel (1973)
- 36. Histoire de la philosophie, tomo II: De la Renaissance à la Révolution kantienne, a cura di Yvon Belaval (1973)
- 37. Zoologie, tomo IV: Tétrapodes - Domaines faunistiques – Zoogéographie, a cura di Andrée Tétry (1974)
- 38. Histoire de la philosophie, tomo III: Du XIXe siècle à nos jours, a cura di Yvon Belaval (1974)
- 39. Géographie régionale, tomo I, a cura di André Journaux con la collaborazione di Pierre Deffontaines e Mariel Jean-Brunhes Delamare (1975)
- 40. Histoire des Religions, tomo III, a cura di Henri-Charles Puech (1976)
- 41. Histoire des Techniques. Prolégomènes à une histoire des techniques, a cura di Bertrand Gille (1978)
- 42. Ethnologie régionale, tomo II: Asie – Amérique – Mascareignes, a cura di Jean Poirier (1978)
- 43. Médecine, tomo II: Pathologie sectorielle - La pratique médicale et ses institutions, a cura di Henri Péquignot con la collaborazione di Pierre de Graciansky (1979)
- 44. Géographie régionale, tomo II, a cura di André Journaux con la collaborazione di Pierre Deffontaines e Mariel Jean-Brunhes Delamare (1979)
- 45. Médecine, tomo I: Présentation des sciences de base. Pathologie générale, a cura di Henri Péquignot con la collaborazione di Pierre de Graciansky (1980)
- 46. Psychologie, a cura di Jean Piaget con la collaborazione di Jean-Paul Bronckart e Pierre Mounoud (1987)
- 47. Histoire des mœurs, tomo I: Les coordonnées de l'homme et la culture matérielle, a cura di Jean Poirier (1990)
- 48. Histoire des mœurs, tomo II: Modes et modèles, a cura di Jean Poirier (1991)
- 49. Histoire des mœurs, tomo III: Thèmes et systèmes culturels, a cura di Jean Poirier (1991)